# 九州水力電気
九州水力電気株式会社（きゅうしゅうすいりょくでんき かぶしきがいしゃ、旧字体：九州水力電氣株式會社󠄁）は、明治末期から昭和戦前期にかけて存在した日本の電力会社である。略称は「九水」。九州電力送配電管内にかつて存在した事業者の一つ。
1911年（明治44年）、大分県北部における水力開発を目的に設立。福岡県北部の北九州工業地帯・筑豊炭田への電力供給を担ったほか、合併・買収によって事業を拡大、最終的に大分・福岡・熊本・宮崎の4県に供給区域を広げた。本社は福岡県福岡市で、戦前期における九州最大の電力会社であった。
1942年（昭和17年）、配電統制令により九州電力の前身九州配電に統合され消滅した。

## 概要

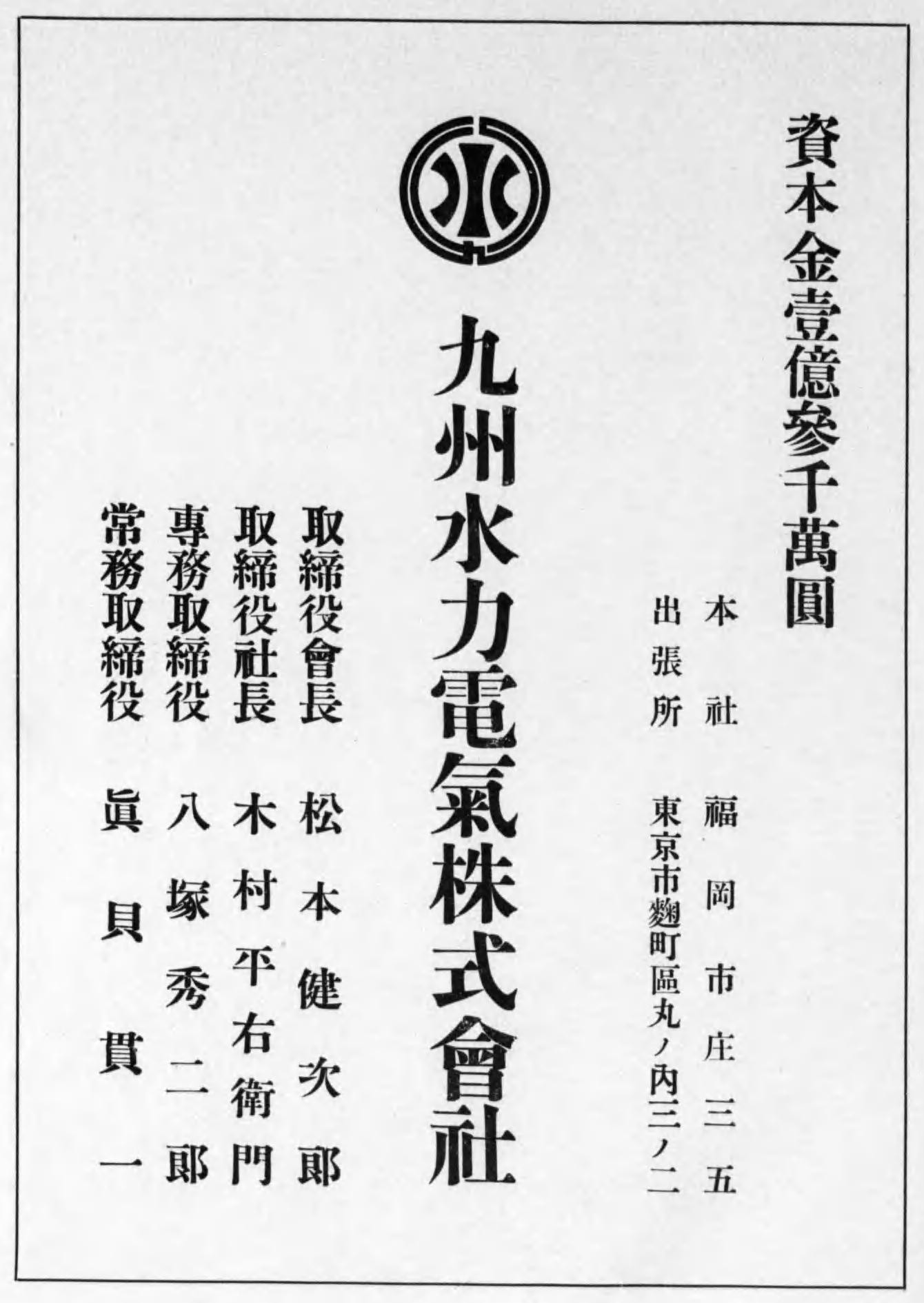
九州水力電気の広告

九州水力電気株式会社は、九州電力送配電（九州電力グループ）の一般送配電事業管轄区域のうち福岡県・大分県・宮崎県の大部分と熊本県の一部を供給区域としていた、戦前期における九州の主要電力会社である。1911年（明治44年）の設立から1942年（昭和17年）の会社消滅まで、社名の変更は一度もない。本社ははじめ東京市、1931年（昭和6年）以降は福岡県福岡市に構えた。
社名の「水力電気」が示すとおり九州における水力発電開発を目的として設立され、主として北九州工業地帯や筑豊炭田への電力供給を担当した。建設した発電所は、出力1万キロワット超の女子畑（おなごばた）発電所（大分県・筑後川水系）をはじめ20か所以上に及ぶ。既存電気事業の統合にも積極的で、1920年代前半にかけて福岡県や大分県にて広範な供給区域を取得。1920年代後半以降は宮崎県にも進出した。しかし比較的後発の電力会社であるため、北九州方面における先発企業九州電気軌道や福岡市方面における先発企業九州電灯鉄道（後の東邦電力）との紛争を抱え、特に九州電気軌道との間には1920年代の一時期「電力戦」と呼ばれる大口需要家の争奪戦が生じた。
太平洋戦争下における国の配電統制実施に伴い、1942年（昭和17年）に配電統制令に基づいて新設の九州配電に吸収されて消滅した。なお全事業が九州配電に引き継がれたわけではなく、一部の設備が1939年（昭和14年）と1942年に日本発送電へ出資されている。
1920年代にかけて電気供給事業以外に経営した兼業に、鉄道と化学工業がある。前者は福岡県や大分県に路線を持ち、それらは分社化とその後の再編を経て西鉄福岡市内線と大分交通別大線となったが、いずれも1970年代に廃止され現存しない。後者では1920年代の一時期にカーバイド製造などを営んだが小規模であった。兼業のうち植林事業は九州配電にも引き継がれ、九州電力グループの九州林産の母体となっている。

## 設立の経緯
以下、沿革のうち会社設立に関する事項について記述する。

### 設立の背景

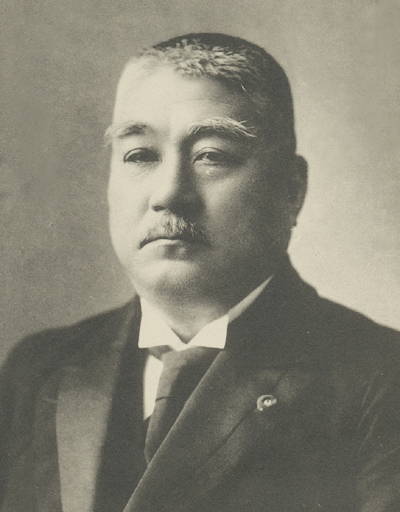
相談役和田豊治

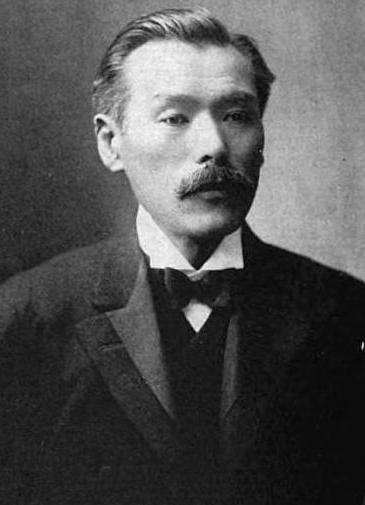
第2代社長日比谷平左衛門

1891年（明治24年）に熊本電灯（後の熊本電気）の開業で始まった九州地方の電気事業は、その後徐々に他の地域にも伝播し、1904年（明治37年）までに11の事業者が開業した。これらの電気事業の電源は当時ほとんどが石炭による火力発電であり、水力発電を利用するのは都市部の近隣に適地が存在した鹿児島電気と、山間部の町に供給する大分県の竹田水電・日田水電の3社だけであった。水力発電が限定的であったのは、当時の技術水準では送電範囲が近距離に限定されていたためであるが、日露戦争後に長距離・高圧送電技術が発達すると、山間部で水力発電を行い離れた市街地へと高圧送電するという新しい発送電形態が生まれた。この流れの中で九州では九州山地が水力発電の適地として注目を集め、とりわけ大分県北部の筑後川・山国川源流部では有力な発電地点があるとして水利権獲得を目指す動きが相次いだ。この地域の水利権獲得運動から発展して設立されたのが九州水力電気である。
大分県北部山間部での水利権獲得に動いたグループは3つ存在した。3つのうち最初に動き出したグループが、当時富士瓦斯紡績（現・富士紡ホールディングス）の専務であった和田豊治を中心とするグループ、通称「中津派」である。和田は自身の郷里大分県中津での紡績事業を企画、森村市左衛門（6代目）・日比谷平左衛門・浜口吉右衛門ら富士瓦斯紡績大株主の後援を得て計画を推進し、工場の動力源を得る目的で山国川上流部の水利権を1906年（明治39年）10月に出願した。和田は他に朝吹英二や地元大分の麻生観八（玖珠郡・酒造業）らからも賛同者に加えていた。一方筑後川では、筑後川沿いの日田の電気事業者日田水電の関係者と、同社の技術的な後援者であった芝浦製作所（現・東芝）、とくに同社専務大田黒重五郎と技師岸敬二郎の両名が中心となり大規模水力開発を計画、筑後川上流部の大山川・玖珠川を調査し水利権を申請した。資本的には東京の十五銀行が後援となったことから、このグループは「東京派」と呼ばれた。
もう一つのグループは、筑豊の炭鉱業者中野徳次郎と、富安保太郎・山口恒太郎ら「福岡派」と呼ばれるグループで、筑豊・北九州方面への電力供給を目指してこの地域の水利権獲得に参入した。こうして筑後川・山国川の水利権申請は「中津派」「東京派」「福岡派」の3派鼎立の形となり、これを受け付ける大分県庁は対応に苦慮することとなった。そこで1906年12月、時の大分県知事千葉貞幹は3派の代表を県庁に集め、彼らに合同と出願の一本化を勧めた。知事の勧告に従い3派は合流し、3派合同での水利権申請・会社設立への準備が進められた。
しかし1907年（明治40年）になると不況のため会社設立が困難になり、翌年にかけて設立への動きは一時停止された。1909年（明治42年）になると発起人から和田豊治ら創立委員が選出され、翌1910年（明治43年）3月には創立委員会で「九州水力電気株式会社」の社名が決められた。同年6月24日付で逓信省から電気事業経営許可を得ると設立準備は本格化し、定款などが作成されていった。

### 設立と役員

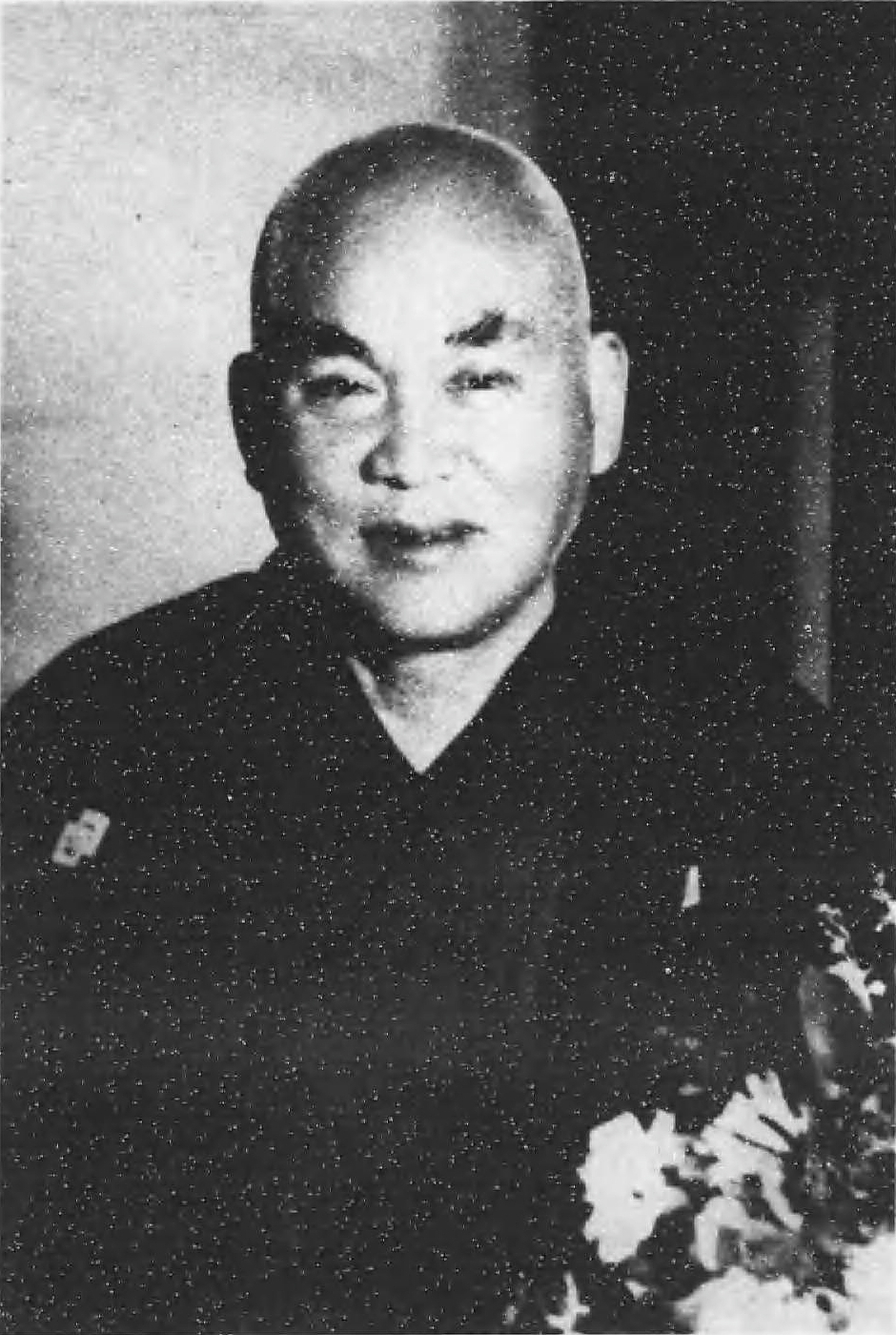
第5代社長麻生太吉

株式の払込み完了を受けて1911年（明治44年）4月5日、東京で創立総会が開催され、九州水力電気株式会社は発足した。設立時の資本金は800万円。「中津派」を中心に「東京派」「福岡派」からそれぞれ役員が選出され、「中津派」の一人で富士瓦斯紡績社長の浜口吉右衛門が初代社長に選出され、富士瓦斯紡績から転じた棚橋琢之助が専務取締役に就任した。「中津派」の中心人物である和田豊治は相談役となった。
その後の経営陣についても付記すると、初代の浜口が1913年（大正2年）12月に死去した後は鐘淵紡績会長の日比谷平左衛門が第2代社長に就任。その後も「東京派」の久野昌一（3代目・1921年就任）、「中津派」の森村開作（7代目市左衛門）（4代目・1924年就任）、「東京派」の大田黒重五郎（6代目・1934年就任）と設立時からの役員より社長が選ばれた。この間の5代目社長（1928年就任）は「福岡派」中野徳次郎に代わり途中で役員に加わった九州の炭鉱業者麻生太吉である。1936年（昭和11年）に九州財界の重鎮松本健次郎が7代目社長に就任し、松本が1938年（昭和13年）に会長へ転じて第一線から退くと初代社長浜口吉右衛門の弟木村平右衛門が副社長から昇格して第8代社長となった。
なお会社の本社は事業地の九州ではなく東京市内にあった。しかし麻生社長時代の1931年（昭和6年）6月に本社と出張所の役割が入れ替えられ、本社は福岡市へと移された。

## 事業拡大の過程
以下、沿革のうち会社設立以降の事業拡大の過程について記述する。主として経営面に関する事項を取り上げ、電源の推移や供給の推移は別途扱うものとする。

### 北九州・筑豊への供給開始

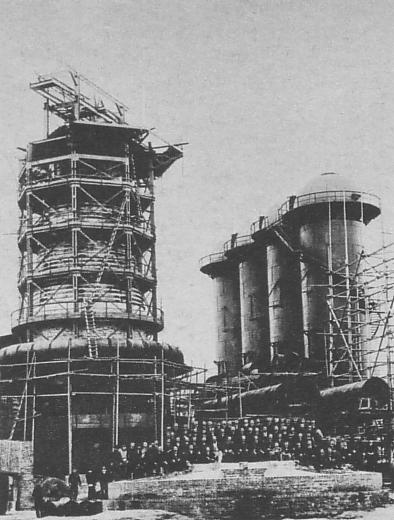
官営八幡製鉄所

1911年1月に作成された九州水力電気の企業目論見書では、会社の起業目的は筑後川上流部の8か所と山国川上流部の2か所に水力発電所を建設し、これを元に電灯・電力供給事業を営み電気化学工業を起こすものとされた。実際に供給区域として認可を受けたのは、大分県日田郡と福岡県のうち福岡市・小倉市（現・北九州市）・門司市（同左）・筑紫郡・糟屋郡・嘉穂郡・田川郡・鞍手郡・遠賀郡・企救郡・京都郡の3市9郡で、筑豊炭田の諸炭鉱や当時勃興しつつあった北九州工業地帯の諸工場への供給を予定していた。
10か所の開発計画のうち第一の開発地に選ばれたのは、大分県日田郡の女子畑（おなごばた）発電所である。出力1万2000キロワット (kW) の水力発電所で、会社設立翌年の1912年（明治45年）4月に着工された。建設中の1913年（大正2年）5月、九州水力電気は北九州の官営八幡製鉄所と2,000kWの電力供給契約を締結した。八幡製鉄所は操業開始前の1900年（明治33年）より自家発電によって所要の電力を得ていたが、生産が軌道に乗ったことで発電力不足が懸念されるようになったため、九州水力電気からの買電を契約したのであった。同年12月、女子畑発電所と黒崎の変電所が完成し、翌1914年（大正3年）2月6日より製鉄所への電力供給が開始された。
その後翌年にかけて、筑豊方面では川崎・添田・中間・後藤寺・飯塚に、北九州では若松・八幡にそれぞれ変電所が建設された。

### 福岡進出と紛争

#### 博多電気軌道の合併

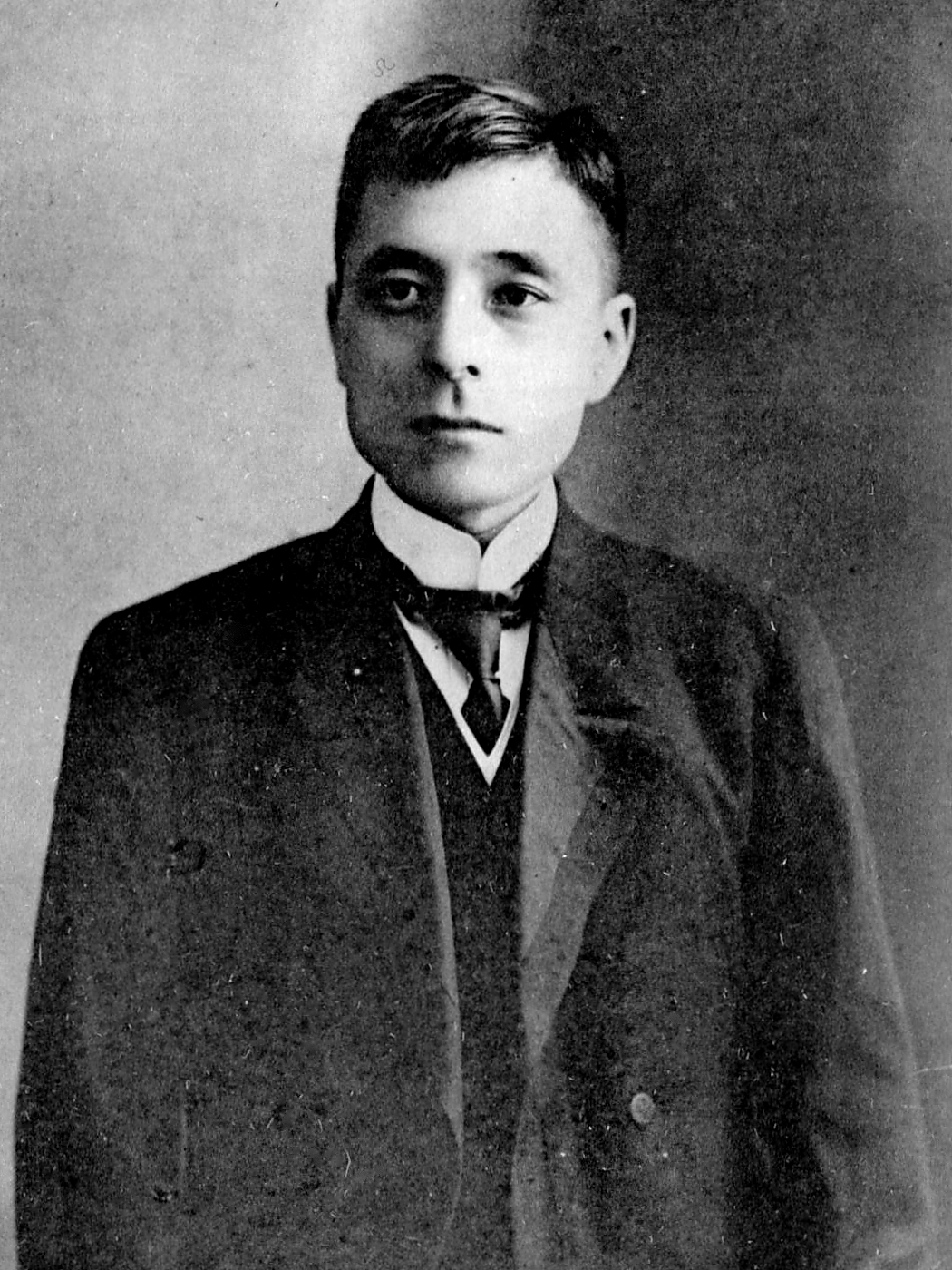
九州電灯鉄道相談役福澤桃介

九州水力電気が発足するのと同時期、福岡市では九州電灯鉄道という有力な電気事業者が成立していた。同社の起源は1897年（明治30年）に開業した博多電灯で、1911年に福岡の路面電車会社福博電気軌道を合併し博多電灯軌道となり、次いで1912年6月には佐賀県の九州電気と合併して九州電灯鉄道となったものである。筆頭株主は東京の実業家福澤桃介で、経営陣は佐賀の伊丹弥太郎が社長、福岡の松永安左エ門ほか2人が常務という顔ぶれであった。
九州電灯鉄道に吸収された福博電気軌道という路面電車会社は、福澤や松永らの発起により1909年（明治42年）に設立され、翌1910年に福岡市街を縦貫する路線を敷設したが、これとは別に地元福岡県の実業家の発起により博多電気軌道（初代）という会社も1910年3月に設立された。博多電気軌道は市街地外縁への循環線敷設を目的とし、1911年10月に最初の区間を開業させた。さらに同社は1910年7月に筑紫水力電気（同年1月設立）の事業を買収して電気供給事業にも参入、電車事業と同じく1911年10月より開業し、南畑発電所（水力・750キロワット）を電源に供給を始めた。その供給区域には福岡市内とその周辺（筑紫郡住吉町・千代村・堅粕村・豊平村・警固村、いずれも現・福岡市）が地下配電線方式によるという条件付きながらも含まれており、博多電灯以来同地の市場を独占してきた九州電灯鉄道にとって脅威となった。
そのため九州電灯鉄道は博多電気軌道の参入を防ぐべく1912年2月より麻生太吉・中野徳次郎ら筑豊の炭鉱業者を仲介者として合併交渉に着手する。しかし九州電灯鉄道側が合併条件を引き下げたために交渉は難航し、7月になっても決着しなかった。こうした膠着状態を見た九州水力電気は博多電気軌道の合併に動き出し、共通の大株主である中野を介してより有利な条件を示して合併を勧誘した。提案を受けて博多電気軌道は7月17日に役員会を開き、九州水力電気への合併を決めた。19日に麻生の調停によって一旦九州電灯鉄道と合併仮契約を締結するが、翌日大株主会が九州水力電気との合併を主張したためこの契約をすぐに撤回、改めて九州水力電気との合併仮契約を締結した。
8月9日の株主総会で合併契約は承認され、その後九州電灯鉄道による合併決議無効訴訟などの妨害があったものの、11月4日に九州水力電気と博多電気軌道の合併が完了。合併に伴い九州水力電気の資本金は800万円から1150万円に増加した。

#### 九州電灯鉄道との対立

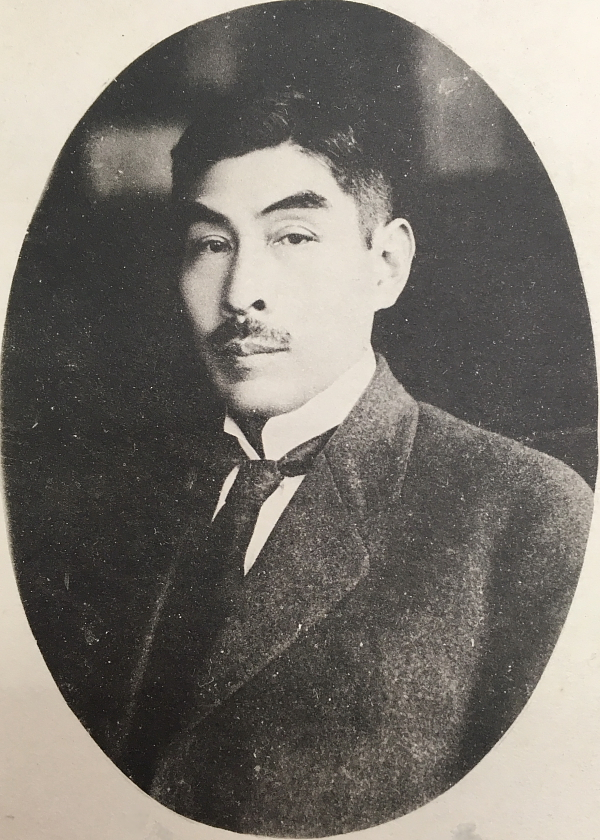
九州電灯鉄道常務松永安左エ門

博多電気軌道の合併により福岡市とその周辺における電灯・電力供給権を取得した九州水力電気は、翌1913年春から地下配電線工事を始めた。博多電気軌道の争奪戦の際に世論を味方につけたことから工事に際して「九水地下線電灯後援会」が福岡市民によって組織され、後援会が電灯点火の募集に努めたため6月末までに2万2千灯の申込を集めた。九州電灯鉄道よりも電灯料金を低く設定したことも短期間で多数の申込を集める要因となっている。工事は同年11月までに春吉から中洲全域・博多南部の地域で埋設が完了し、屋内取付を残すのみとなった。九州水力電気の進出に対抗して九州電灯鉄道の側でも電灯料金を同水準に引き下げた。
こうした競争は市民の歓迎の一方、福岡市外の両社株主にとっては不都合なものとされ、紛争を根絶し重複投資を避けるべきという声が次第に強くなっていった。9月になると九州水力電気相談役の和田豊治と九州電灯鉄道常務の松永安左エ門との間で合併に関する意見交換が行われ、その後の協議の結果、1913年11月30日に合併に関する申合書が両社の間で調印されるに至った。申合書には合併条件に関するもののほか、地下線工事に関する事項も含まれた。後者については以下のような内容であった。
- 九州水力電気は福岡市とその周辺にて施行中の地下線工事を中止する。
- 工事中止と同時に九州電灯鉄道は地下線工事施工済み区域内（地下線区域）において現在経営中の営業権ならびに架空配電線・屋内設備一切を九州水力電気へ譲渡する。譲渡代金は1灯につき10円で、その灯数は両社で別途協定する。
- 代金支払い完了までの間、九州水力電気は地下線区域内の営業一切を九州電灯鉄道へ委託する。
- 福岡市とその周辺における電灯・電力料金は相互の承諾なしに値下げ・割引しない。

この協定に基づき両社の間で合併条件を詰める作業が進められたが、1907年より年率12パーセントの配当を実施していた九州電灯鉄道と、設立から日が浅く配当率が当時年率6パーセントにすぎなかった九州水力電気とでは経営状況の隔たりが大きく、合併比率をめぐり意見は対立した。一方で申合書は一部履行され、九州水力電気は地下線工事を中止し、申合書に盛り込まれていた九州電灯鉄道から九州水力電気への後藤寺電灯・若松電気の株式譲渡も実行された。こうした動きにもかかわらず、1916年（大正5年）冬に合併交渉は決裂した。
翌1917年（大正6年）5月、九州電灯鉄道は九州水力電気に対し合併確認の訴訟を起こす。これについては1920年（大正9年）6月に九州電灯鉄道の敗訴が確定するが、その間の1919年（大正8年）3月に九州水力電気が申合書で協定した地下線区域内における電灯営業権の譲渡を要求して九州電灯鉄道を提訴した。福岡地方裁判所では九州水力電気の敗訴となるが長崎控訴院では勝訴となり、大審院でも上告が棄却されて1923年（大正12年）5月に九州電灯鉄道改め東邦電力の敗訴・九州水力電気の勝訴が確定した。裁判の結果を踏まえ、実際の許認可を出す逓信省（当時の逓信大臣は犬養毅）は、「九州水力電気は東邦電力から地下線区域の営業権を譲り受けるが、そのまま5年間は東邦電力に経営を委託する」という条件で両社の仲裁を試みた。1924年（大正13年）6月、逓信省の裁定に従い九州水力電気は約30万円で東邦電力より営業権を取得し、これをそのまま東邦電力へ経営委託した。委託灯数は1924年11月末の時点で3万灯余りであった。
その後1934年（昭和9年）になって経営委託の解消・東邦電力への移譲と九州水力電気による福岡市内の地下線50馬力未満の小口電力供給廃止が両社間で合意に達し、12月31日付で九州水力電気から東邦電力への営業権・資産の譲渡が完了した。従って九州水力電気による福岡の電灯市場への参入は失敗に終わったといえる。

### 1910年代の事業統合
博多電気軌道の合併後、九州水力電気は1915年より周辺の中小事業者を相次いで統合し、福岡県北東部から大分県にかけて供給区域を拡大した。同じ時期、九州電灯鉄道も積極的な事業統合を推進していたため、久留米電灯（福岡県久留米市、1916年九州電灯鉄道が合併）のように両社で競争となった例がある。

#### 1915年
まず統合したのは、日田水電・直方電気・若松電気・後藤寺電灯の4社である。いずれも事前に傘下に収めていた事業者で、1915年5月31日に各社からの事業譲受け手続きを完了した。
日田水電株式会社
大分県日田郡日田町（現・日田市）の事業者。日田の地元有力者により1900年（明治33年）6月に設立され、翌1901年（明治34年）12月に開業した。前述の通り同社の関係者が九州水力電気の設立に関与しており、九州水力電気は設立後ただちに全株式（5000株・払込総額25万円）を44万8944円にて買収し傘下に収めた。
供給区域は日田郡や福岡県浮羽郡（吉井町・田主丸町）・朝倉郡（甘木町・秋月町など）などで、ほかに久留米電灯にも電力を供給していた。
直方電気株式会社
福岡県鞍手郡直方町（現・直方市）の事業者。1907年（明治40年）5月に資本金12万5000円で設立。炭鉱経営者が炭鉱とその周辺へ電灯を供給する目的で設立した小事業者の一つで、社長は貝島栄三郎が務め、貝島家と直方町民の出資で発足した。1908年（明治41年）3月の開業で、供給区域は鞍手郡内の13町村であった。九州水力電気は貝島が死去した1913年ごろから株式買収を積極化し、役員を派遣して傘下に収めた。
若松電気株式会社
福岡県若松市（現・北九州市若松区）の事業者で、1912年7月に設立。前身の若松電灯は1898年（明治31年）7月の開業で、熊本電灯・長崎電灯（長崎市）・博多電灯に続く九州で4番目の電気供給事業者。若松電気の株式は九州電灯鉄道が保有していたが、九州水力電気がこれを譲り受け、1913年12月に専務の棚橋琢之助が社長に就くなど役員を派遣して経営権を掌握した。供給区域は若松市と遠賀郡戸畑町（現・北九州市）。
後藤寺電灯株式会社
福岡県田川郡後藤寺町（現・田川市）の事業者で、1908年6月に設立。翌1909年11月に開業し、1913年11月には金田電灯（田川郡神田村、1908年11月設立）から事業を譲り受け、田川郡・嘉穂郡に供給区域を広げた。九州水力電気は若松電気と同様に九州電灯鉄道から株式を買収し、1914年1月に役員を派遣して傘下に収めた。
元来は直方電気と同様に炭鉱経営者が設立した小事業者で、後藤寺電灯は蔵内鉱業、金田電灯は谷茂平によるもの。

#### 1916年
続いて1916年3月28日、大分県の有力事業者である豊後電気鉄道・大分水力電気の2社を合併し、大分県の主要都市へと進出した。両社の合併に伴う増資は575万円（豊後電気鉄道425万円・大分水力電気150万円）。
豊後電気鉄道株式会社
別府と大分市を結ぶ電気鉄道（後の大分交通別大線、現存せず）を運営していた、電気供給事業兼電気鉄道事業者。電気鉄道は前身の豊州電気鉄道により1900年に開業。供給事業も同社により別府町内を供給区域として1904年8月に開業するが、経営不振で1906年に解散し、その事業を豊後電気鉄道が引き継いだ。豊後電気鉄道では水力発電を中心に供給事業を拡大し、1909年からは大分市内での供給も始めた。合併前年時点での供給区域は大分市・別府町のほかは大分郡・大野郡の各一部。
大分水力電気株式会社
1911年3月、大分の地元有力者により設立。事業統合に積極的で、1914年にかけて佐伯電気・佐賀関電気・中津電気・宇佐電気・津組電気・湯平水力電気・犬飼水力電気・臼杵電気・安心院電気・八島電灯を次々と合併・買収した。供給区域は大分県内の9郡と福岡県築上郡で、大分市周辺に供給する豊後電気鉄道の供給区域を取り囲む形であった。1915年9月、九州水力電気は大分水力電気に役員を派遣し、経営を掌握した。

#### 1919年
1919年（大正8年）8月4日、福岡県東部の行橋電灯を合併した。合併に伴う増資は15万円。
行橋電灯株式会社
福岡県京都郡行橋町（現・行橋市）の事業者で、1910年9月に設立。翌1911年5月に開業し、京都郡と築上郡に供給していた。旧大分水力電気から電力を購入していたが、北九州の九州電気軌道からも電力供給を受けようとしたため、同社の勢力が及ぶのを防止すべく合併に踏み切った。
行橋電灯合併直後の1919年10月に合併を伴わない増資を実施し、資本金を1760万円加えて3500万円としている。

### 1920年代の事業統合
1920年代に入っても事業統合は継続され、1922年（大正11年）8月17日には福岡県南部の筑後水力電気を合併した。合併に伴う増資は100万円。また翌1923年（大正12年）8月31日付で九州電気酸素（後の筑後電気）の全株式買収を完了した。
筑後水力電気株式会社
福岡県八女郡北川内村（現・八女市）の事業者で、1909年8月に設立。1911年11月に開業し、八女郡と三潴郡・山門郡・三池郡の各一部に供給。自社発電所に余力がなくなったため九州水力電気から不足分を受電していた。
九州電気酸素株式会社
福岡県浮羽郡田主丸町（現・久留米市）の事業者で、筑後軌道の電化を目的として地元有力者により1912年11月に設立。1918年10月、同一の資本系統により設立された浮羽酸素と合併し、「浮羽水力電気株式会社」より社名を改めた。1914年7月の開業で浮羽郡・三井郡・朝倉郡などに供給するほか、酸素ガス製造を営んだ。
1923年9月15日付で筑後電気株式会社へ改称した。
筑後水力電気の合併に先立ち非電気事業者2社（博多土地建物・日本電化工業）を合併し、1923年7月には4160万円の増資を実施したため、資本金は設立時の10倍の8000万円となった。
さらに1927年（昭和2年）7月16日、日向水力電気を合併し、宮崎県にも供給区域を持つこととなった。合併により資本金は8600万円となっている。
日向水力電気株式会社
宮崎県宮崎市の事業者で、地元有志らにより1906年5月に設立。宮崎県最初の電気事業者として1907年8月に開業した。供給区域は県中南部の宮崎市・宮崎郡・東諸県郡・西諸県郡・児湯郡。地盤である宮崎市で電灯事業の市営化計画が浮上したことから九州水力電気へ合併を申し入れ、吸収された。
合併により宮崎市に宮崎営業所を設置したが、ほかの事業地から離れた供給区域であるため4年後の1931年（昭和6年）1月10日に神都電気興業を設立し、宮崎営業所区域を再独立させている。
電気事業拡大の一方、鉄道・化学工業といった兼業部門は1920年代後半に整理が進められており、鉄道部門では旧豊後電気鉄道線が1927年6月に子会社別府大分電鉄（現・大分交通）へ分離され、次いで旧博多電気軌道線も1929年（昭和3年）7月に博多電気軌道（2代目）へ譲渡された。

### 九州電気軌道の買収

#### 電力戦

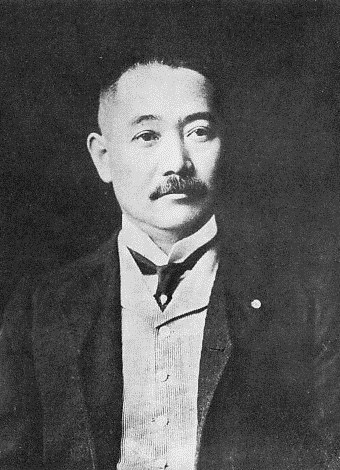
九州電気軌道初代社長松方幸次郎

福岡方面に先発企業である九州電灯鉄道（東邦電力）が存在したのと同様に、北九州方面でも九州水力電気に先駆けて九州電気軌道（九軌）という電気事業者が存在した。社名が示す通り鉄道事業者であり西日本鉄道（西鉄）の前身にあたるが、西鉄となる以前には電気事業も兼営していた。
この九州電気軌道は鉄道事業を目的として1908年12月に設立。神戸川崎財閥を率いる松方幸次郎が初代社長であった。設立後、鉄道開通に先立って供給事業も兼営することとなり、1909年から翌年にかけて沿線地域のうち小倉市・門司市・八幡市にそれぞれあった事業を買収。1911年5月に大型火力発電所の大門発電所を新設して事業を本格化させた。
1914年に九州水力電気が北九州方面への供給を始めた当初は、九州電気軌道との対立を回避する方針を採り、電力融通契約を締結して相互に電力の過不足を補給するという関係を結んでいた。また最初に供給した八幡製鉄所（八幡市所在）は九州電気軌道の供給区域内にある工場であったが、それ以降に供給を開始した工場はいずれも同社区域外の若松市・戸畑町（旧若松電気区域）にあり、九州電気軌道との競争を避けていた。しかしこうした協調体制は1919年の電力融通契約終了に伴う清算をめぐる対立で亀裂が生じた。さらに1921年の九州水力電気の洪水被害復旧にからんで対立は先鋭化し、九州水力電気は従来の紳士協定を破棄すると宣言、九州電気軌道の供給先であった八幡所在の中央セメント（後の小野田セメント八幡工場）への供給権を奪取した。1924年になると需要家の争奪戦、いわゆる「電力戦」は激しくなり、九州電気軌道側が九州水力電気の地盤である若松・戸畑および筑豊地方での電力供給区域を取得、広範に重複する電力供給区域において相互に大口需要家（工場への供給権）を奪いあう事態になった。
九州水力電気が奪取した供給先は中央セメントを含む9社計6万4,000kW、反対に九州電気軌道が奪取した供給先は4社計4,100kWであった。「電力戦」の結果、この地域一帯において電力料金が低下し、減収と重複設備投資によって両社ともに経営面で打撃を受けた。競争に疲弊した両社は競争終結を模索し、1927年10月、需要家の相互不可侵、両社協定金額以下の電力料金の禁止などを盛り込んだ協定締結を発表した。これにより「電力戦」は一応終結したが、必ずしも協定が順守されたわけではなく、しばらく両社の対立が続いた。

#### 買収実施

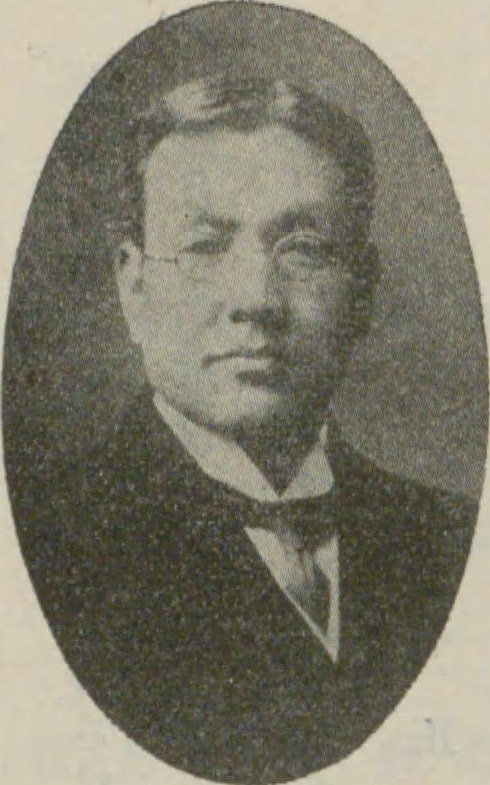
九州電気軌道第2代社長松本枩蔵

1928年10月、九州水力電気では麻生太吉が社長に就任した。翌1929年（昭和4年）春、九州電気軌道との間で1927年締結の協定を厳守するよう取り決め、両社の間では株式の持ち合い強化など提携強化の動きが強まるが、社長の麻生は提携から一歩進んだ九州電気軌道の経営権掌握に動き出す。麻生の内意を受けて取締役の大田黒重五郎は九州電気軌道専務の松本枩蔵に接触し、同社株式の引き受けを打診した。
九州水力電気が経営権掌握に向けて動き出した当時、九州電気軌道の大株主は、1920年6月より専務取締役を務める松本であった。松本は社長松方幸次郎の妹婿で、松方に代わって1930年（昭和5年）6月に九州電気軌道の2代目社長に就いた。社長交代に前後して松方個人や彼の会社が持っていた大量の九州電気軌道の株式が松本に移ったため、松本は自社株35万株を抱えていたという。大田黒による交渉の結果、同年8月株式買収に成功。この際、松本が抱える九州電気軌道株式35万株すべてを子会社九州保全名義で引き受け、対価として九州保全から九州水力電気6分利付き社債2500万円を交付した。
株式の移転後、九州電気軌道では1930年10月の株主総会で松本枩蔵が社長を辞任し、代わって大株主となった九州水力電気から大田黒重五郎が第3代社長となり、さらに専務の村上巧児が新専務として送り込まれた。かくして九州水力電気は九州電気軌道の経営権を掌握した。

#### 不正手形事件の処理

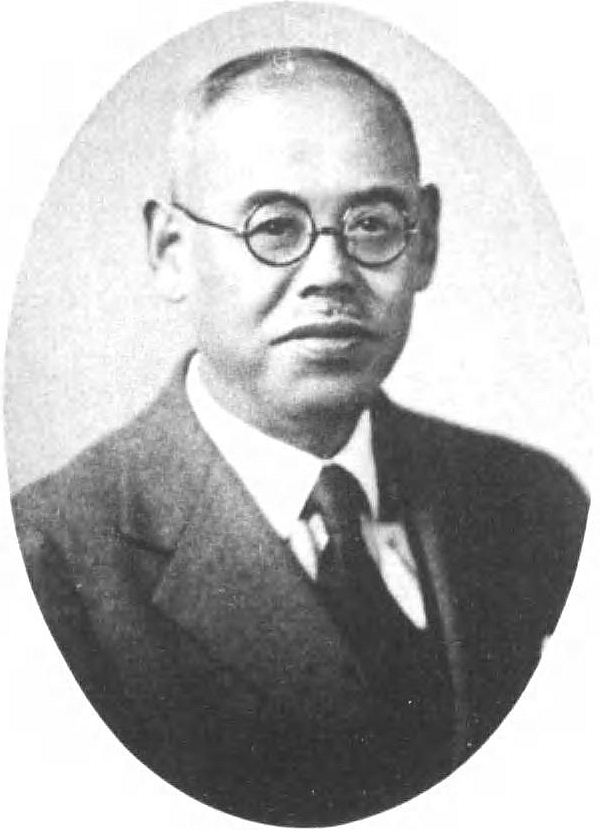
不正手形の回収にあたった村上巧児

しかし経営権掌握直後、退任したばかりの松本枩蔵本人の告白により、松本が専務就任以来10年間にわたって社印・社長印を不当に持ち出し不正に社名手形を振り出していたという不正手形事件が発覚した。発覚時点で不正手形発行高は2250万円に達していたという。松本が九州水力電気への自社株売却に応じたのは、その売却益で償還期限の迫る不正手形をひそかに償還するためであった。しかし取得した九州水力電気の社債2500万円は世界恐慌によって価格が暴落してしまい、その計画は破綻してしまった。こうして行き詰った松本は麻生太吉に状況を告白するに至ったのであった。
不正手形2250万円は基本的には松本からの私財提供で償還できる金額であったが、その私財の大部分を占める九州電気軌道社債などの有価証券はすでに松本の個人債務約1900万円の担保となっていたため、まずはこの個人債務を返済する必要があった。解決策として、九州電気軌道はまず政府の意向を受けた日本興業銀行から2400万円の融資を受け松本の個人債務を返済し九州水力電気社債を収受する、次いで九州水力電気は同じく日本興業銀行から1500万円の融資を受け前記社債を償還する、最後に九州電気軌道は九州水力電気から受け取った資金で不正手形を決済する、という手続きが採られた。不正手形の処理は専務となったばかりの村上巧児が奔走し、翌1931年（昭和6年）6月2日に全手形の回収が完了した。事件の責任をとって旧経営陣は辞職し、九州電気軌道の役員はすべて九州水力電気系の人物となった。
これら一連の九州電気軌道買収の過程で九州水力電気では長期負債が急増して財務内容が悪化し、不況の影響も手伝って一時業績の低迷を余儀なくされた
。業績回復後の1937年（昭和12年）9月に4400万円の増資が実施され、資本金は1億3000万円となった。

### 1930年代後半の事業統合
1930年代後半になると、逓信省を中心に電力管理法公布（1938年）へと至る電力国家管理を目指す機運が高まり、民間でも有力電力会社による地域的な事業統合が進展した。九州地方にて統合の主体となったのは、東邦電力と熊本電気（1940年九州電気へ改称）、それに九州水力電気であった。九州水力電気は1938年（昭和13年）より1941年（昭和16年）にかけて、5社を合併し、11社から電気事業を譲り受けている。

#### 1938年
1930年代後半最初の事業統合は、1938年2月10日付で実施された大正鉱業からの電気供給事業譲り受けである。
大正鉱業株式会社
直方電気・後藤寺電灯と同様に筑豊の炭鉱経営者による小規模電気事業だが、他とは異なり伊藤伝右衛門の大正鉱業（旧・新入炭鉱）の兼営であった。1912年9月の開業で、遠賀郡中間町大字中間・岩瀬（現・中間市）および水巻町大字吉田を供給区域としていた。

#### 1940年
続いて1940年（昭和15年）に実施された事業統合は、1月31日付の前述の九州電気軌道からの電気供給事業譲り受けと、4月1日付の5社（神都電気興業・延岡電気・筑後電気・昭和電灯・南豊電気）合併、4月15日付の8社（小国水力電気・久住湯原電業・合川水電・野津原電気・富士緒電灯所・朝来水力電気・岩岳水電・日豊水電）からの事業譲り受けである。これらの諸会社の供給区域は下記#供給区域一覧を参照のこと。
九州電気軌道株式会社
九州電気軌道からの電気供給事業を譲受けは逓信省からの示達に基づく。同社の資産を2等分し、電気軌道設備や関係会社への投資を含む一半を九州電気軌道に残し、供給事業設備を含むもう一半を九州水力電気が引き取って、さらに負債も折半し両社で引き受ける、という形で事業を継承した。譲渡代金の一部として同社の株式を提供しており、これを機に九州水力電気の傘下を離れて資本的に独立した企業となった。
神都電気興業株式会社
前述の通り宮崎営業所区域（旧日向水力電気）が1931年1月に傘下企業として独立したもので、宮崎県宮崎市の事業者。合併時の資本金は1000万円。
延岡電気株式会社
宮崎県延岡市の事業者。旧延岡藩主内藤家によって1910年に開業した延岡電気所が前身で、1924年4月に会社組織となった。1930年4月に九州水力電気が内藤家より株式を買収したことでその傘下に加わった。合併時の資本金は700万円。
筑後電気株式会社
福岡県浮羽郡田主丸町の事業者。前述の通り1923年に株式を買収して傘下としていた（旧・九州電気酸素）。合併時の資本金は155万円。
昭和電灯株式会社
福岡県飯塚市の事業者。前身の嘉穂電灯は1908年10月設立で、1910年5月に開業。炭鉱経営者の麻生太吉（麻生商店）が設立した小事業者で、1930年4月に九州水力電気傘下の昭和電灯へと改組した。合併時の資本金は111万円。
南豊電気株式会社
大分県大野郡野津市村（現・臼杵市、本社は大分市内）の事業者。1937年3月に「野津市村外六ヶ村電灯電力供給組合」の事業を譲り受けて開業し、翌1938年3月には明治水力電気からも事業を譲り受けた。合併時の資本金は50万円。
久住湯原電業株式会社
大分県直入郡久住町（現・竹田市）の事業者。1920年5月設立。統合に先立ち1938年12月に津江電灯（日田郡中津江村＝現・日田市、1922年12月設立）から事業を譲り受けていた。事業譲受時の資本金は40万円。
朝来水力電気株式会社
大分県東国東郡朝来村（現・国東市）の事業者。1921年8月設立、1922年11月開業。事業譲受時の資本金は10万円。
合川水電株式会社
大分県大野郡合川村（現・豊後大野市）などに供給する事業者（本社は大分市内）。1924年6月開業。事業譲受時の資本金は6万円。
野津原電気株式会社
大分県大分郡野津原村（現・大分市）などに供給する事業者（本社は大分市内）。1922年2月開業。事業譲受時の資本金は4万円。
株式会社富士緒電灯所
大分県大野郡小富士村（現・豊後大野市）などに供給する事業者（本社は大分市内）。1924年3月開業。事業譲受時の資本金は2万2500円。
小国水力電気株式会社
熊本県阿蘇郡小国町の事業者。1916年10月開業。事業譲受時の資本金は5万1000円。
岩岳水電株式会社
福岡県築上郡合河村（現・豊前市）の事業者。1923年6月開業。事業譲受時の資本金は7万円。
日豊水電株式会社
宮崎県東臼杵郡北浦村（現・延岡市、本社は延岡市内）の事業者。1925年11月設立。事業譲受時の資本金は40万円。
4月の5社合併により、資本金は2000万円を加えて1億5000万円となった。

#### 1941年
最後に、1941年（昭和16年）4月30日付で蒲江水力電気・森水力電気の2社から事業を譲り受けた。
蒲江水力電気株式会社
大分県南海部郡蒲江町（現・佐伯市）の事業者。1913年8月設立、1917年6月開業。譲受前年時点での資本金は20万円。
森水力電気株式会社
大分県玖珠郡森町（現・玖珠町）の事業者。1914年5月設立。譲受前年時点での資本金は30万円、社長は橋爪安彦。

## 供給・業績の推移
以下、沿革のうち電気供給の推移と業績の動向について詳述する。なお会計期間の「上期」「下期」は九州水力電気の場合それぞれ前年12月から5月までと6月から11月までを指す。

### 1910年代
1913年（大正2年）5月、九州水力電気は北九州の官営八幡製鉄所（福岡県八幡市所在）と2,000kWの大口電力供給契約を締結し、女子畑発電所竣工に伴って翌1914年（大正3年）2月より製鉄所への電力供給を始めた。この1914年上期が大口電力供給の初年度で、上期末には需要家2者計4,000kWの供給を行った。
その後電力需要は第一次世界大戦下の大戦景気を背景に急速に拡大し、北九州の工場群や筑豊の諸炭鉱への供給が伸長、供給実績は1915年下期に1万kWを超え、1917年下期には2万kWも突破して1919年（大正8年）下期末には2万7,555kW（需要家数58）となった。この時期の大口需要家としては、北九州方面では八幡製鉄所のほか東洋製鉄・東海鋼業・戸畑鋳物・石川島造船所若松工場・明治紡績・日華製油・明治製糖などがあり、その他の地域では大牟田の電気化学工業、大分県内の久原鉱業佐賀関製錬所・日本窒素肥料日出工場・大分紡績・桜セメントといったものがあった。また炭鉱では峰地・三好・新入・上山田・下山田・新目尾・新手といった筑豊の有力炭鉱が自家発電を廃して九州水力電気からの受電に切り替えた。
大口供給開始に先立つ1912年（大正元年）11月、博多電気軌道（初代）を合併して同社の供給区域を引き継いだ。よって1912年下期に電灯供給を開業し、合併直後の1912年下期末時点で電灯2,498灯の供給を行った。続いて1913年下期に少量だが小口の電力供給も始まった。次いで1915年5月、福岡県内の後藤寺電灯・直方電気・若松電気と大分県の日田水電より事業を譲り受けた。4社統合の結果、1915年上期末の供給成績は統合前の1914年下期末に比して電灯数は11倍、小口電力供給は8倍に拡大している。1916年3月に大分県の豊後電気鉄道・大分水力電気を合併すると供給はさらに拡大した。電灯供給数は両社を合併した1916年上期末には15万灯であったが、1918年上期に20万灯を超え、行橋電灯合併後の1919年下期末には28万灯に達した。並行して小口の電力供給も伸びており、1919年下期には約4,000kWとなった。
1915年に統合した4社のうち日田水電については、九州水力電気では1911年4月に開かれた創立総会の段階で全株式の買収を決定してただちに完全子会社化したことから、開業前より日田水電からの配当金を主とする多額の事業外収入があり、開業に先立つ1912年上期から年率5パーセントの配当を開始した。その後事業の拡大とともに利益金も着実に増加し、1916年上期に配当率は年率10パーセントに到達、1919年下期には年率12パーセントへと増配した。

### 1920年代

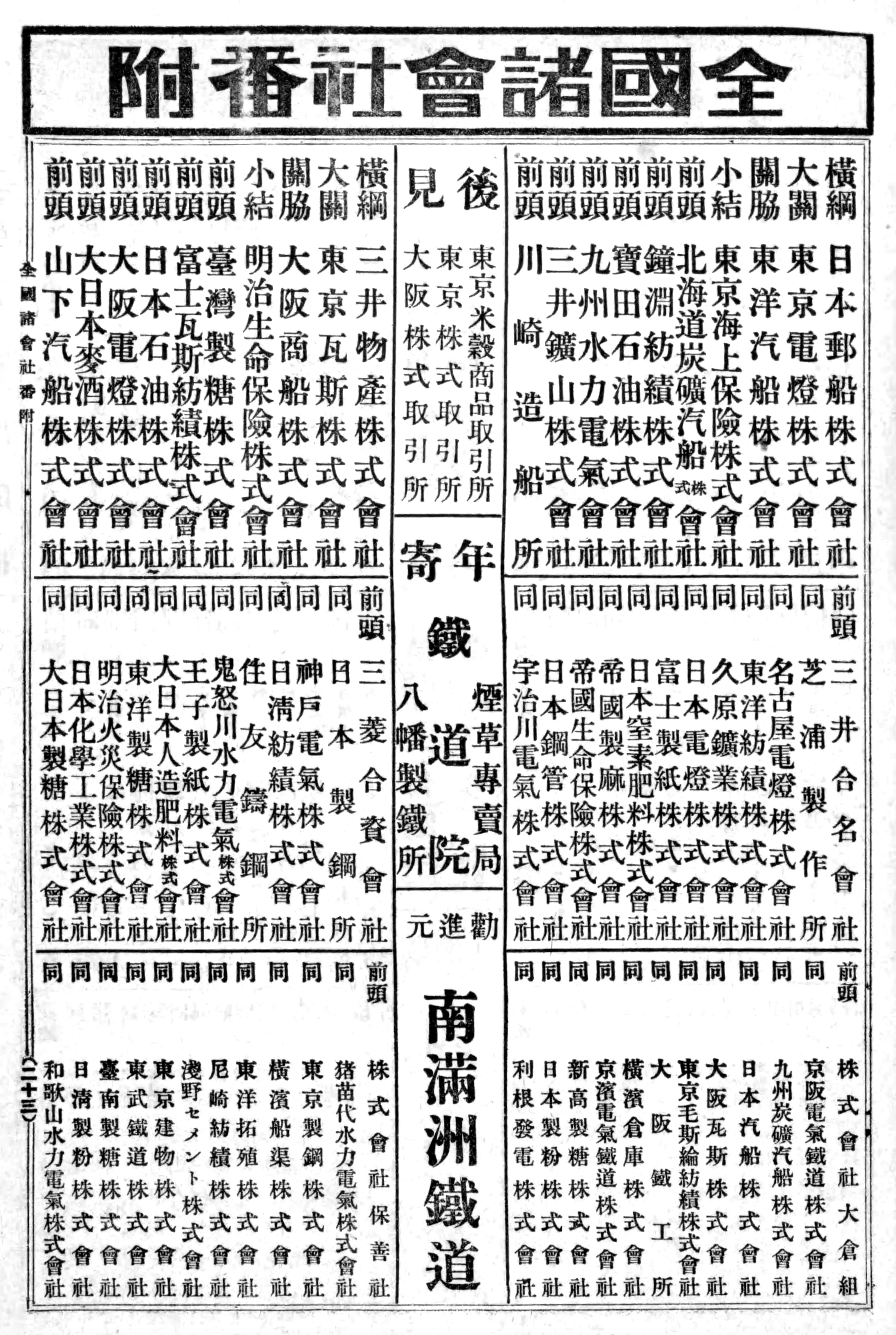
全国諸会社番付(大正12年)。前頭として掲載される。

1921年（大正10年）以降、八幡製鉄所以外では従来若松市・戸畑市内（旧若松電気区域）の工場に限られていた北九州方面における電力供給を、その他の地域（門司市・小倉市・八幡市など）にも拡大した。これらの地域は九州電気軌道の供給区域であったことから同社との競争が生じ、「電力戦」と呼ばれる大口需要家の争奪戦を招いた。1920年代半ばまでの競争の中で九州水力電気が獲得した供給先は中央セメント・王子製紙・日本製粉・日東製氷・浅井製材・安田製釘・九州耐火煉瓦・筑後電気小倉工場・三菱新入炭鉱の9社計6万4,000kWで、反面九州電気軌道に戸畑鋳物・三好鋼業・中島鉱業・大隈炭鉱の4社計4,100kWの供給先を奪われた。
1920年代を通じ、供給実績は電灯・小口電力・大口電力いずれも一貫して増加した。まず大口電力供給についてみると、1920年上期に3万kWに達し、その後は1923年上期に5万kW、1925年下期に7万kWとなり、1929年（昭和4年）下期末には10万1,136kW（需要家数132）を供給するに至った。次いで電灯供給については、半年ごとに2万灯前後のペースで伸び続け、加えて筑後水力電気を合併した1922年下期は7万灯増、日向水力電気を合併した1927年下期は13万灯増となったことから、電灯数は1920年上期に30万灯を超え、1925年下期にはその倍の60万灯に到達、1929年下期には90万灯となった。小口電力供給についても1920年下期に5,000kWを超え、倍の1万kWには1926年上期に到達し、1929年下期末には2万kWに迫る規模となっている。
供給の拡大の一方で、利益金の増加に伴って1920年下期に年率13パーセントへと増配した。しかし利益金を払込資本金で除した資本利益率はこの時期がピークで、以後も利益金は増加傾向であったもののそれ以上に払込資本金が増加したため利益率は減少傾向となり、配当率も1923年下期に年率12パーセントへと引き下げられた。さらに業界全体の配当率引き下げに同調して1928年上期に年率10パーセントに減配し、内部留保増加による財務改善を図った。

### 1930年代
1930年代に入っても供給実績は引き続き拡大し、大口電力供給については1932年上期に12万kWを超えた。その後、同様の営業報告書の数値によると1933年上期末は15万kWに達し次の1934年上期には一転2割減の11万9,089kWとなったとあるが、逓信省の統計では1933年度の電力供給は13万2,233kW、1934年度は14万4,718kWとある（これらの数字は小口・電熱その他を含む）。営業報告書による大口電力供給成績は1934年以降再び伸長し、1938年（昭和13年）下期末には18万5,913kW（契約口数150）に達した。また1937年末時点の状況を記した逓信省の資料によると、3,000kW以上を供給する大口需要家には日本製鐵八幡製鉄所（戸畑市で受電、4,100kW）・貝島炭礦大之浦鉱業所（福岡県鞍手郡宮田町、4,500kW）・日本鉱業佐賀関製錬所（大分県北海部郡佐賀関町、7,000kW）があった。
電灯供給と小口電力供給については、1930年に電灯93万灯・小口電力2万kWとなったが、翌1931年（昭和6年）1月に宮崎営業所区域を神都電気興業へと分離したことから1931年上期はそれぞれ12万灯減と約5,000kW減となった。それ以降は増加傾向となり、電灯供給は1936年上期に再び93万灯となり、1938年には100万灯を超えて下期末は102万7,122灯（需要家数31万1,553戸）を数えた。小口電力供給は大口供給と同様途中で統計様式の変更があり比較困難だが1938年下期末には小口電力2万5,714kW（電動機・電力装置数1万441台）、電熱その他5,131kW（契約数2万8,507口）となった。
業績については、1930年（昭和5年）の九州電気軌道の株式買収と同社不正手形事件への対応によって長期負債が膨張したことから、不況の影響も重なって1930年代前半は低迷した。利益金の減少と償却費確保のため1932年上期には年率8パーセントの配当率に減配となり、同年下期にはさらに7パーセントへ引き下げられている。1934年（昭和9年）になると景気の回復から業績好転が期待されたが、同年下期に大渇水に見舞われて九州電気軌道から火力発電による電力を補給したため購入電力料が嵩み、業績回復とはならなかった。こうした中で6パーセントへ減配の上で償却を強化して短期間で業績改善を図るという方針を打ち出し、1934年下期と翌1935年（昭和10年）上期にかけて実行した。その結果1935年下期には利益増のため7パーセントの配当に復帰している。

### 業績・供給成績推移表

#### 業績
会社設立（1911年上期）からの期別業績の推移は以下の通り。決算期は毎年5月（上期）・11月（下期）の2回である。
| 年度   | 払込資本金 | 収入   | 支出   | 利益金 | 配当率 | 出典   |
| ------ | ---------- | ------ | ------ | ------ | ------ | ------ |
| 1911上 | 2,000      | 11     | 9      | 1      | -      | [ 25 ] |
| 1911下 | 2,000      | 52     | 0      | 52     | -      | [ 25 ] |
| 1912上 | 2,000      | 54     | 0      | 54     | 5.0%   | [ 25 ] |
| 1912下 | 2,875      | 165    | 92     | 73     | 5.0%   | [ 25 ] |
| 1913上 | 2,875      | 134    | 61     | 72     | 6.0%   | [ 25 ] |
| 1913下 | 4,589      | 155    | 52     | 102    | 6.0%   | [ 25 ] |
| 1914上 | 5,738      | 211    | 59     | 151    | 6.5%   | [ 66 ] |
| 1914下 | 5,746      | 355    | 119    | 235    | 7.0%   | [ 66 ] |
| 1915上 | 5,746      | 632    | 312    | 320    | 8.0%   | [ 66 ] |
| 1915下 | 5,750      | 641    | 352    | 288    | 9.0%   | [ 66 ] |
| 1916上 | 8,625      | 1,096  | 616    | 479    | 10.0%  | [ 66 ] |
| 1916下 | 8,625      | 1,253  | 751    | 501    | 10.0%  | [ 66 ] |
| 1917上 | 8,625      | 1,317  | 793    | 524    | 10.0%  | [ 66 ] |
| 1917下 | 11,212     | 1,510  | 826    | 683    | 10.0%  | [ 66 ] |
| 1918上 | 11,212     | 1,660  | 945    | 715    | 10.0%  | [ 66 ] |
| 1918下 | 17,244     | 1,957  | 1,033  | 923    | 10.0%  | [ 66 ] |
| 1919上 | 17,250     | 2,270  | 1,175  | 1,095  | 10.0%  | [ 66 ] |
| 1919下 | 21,800     | 2,607  | 1,326  | 1,281  | 12.0%  | [ 66 ] |
| 1920上 | 21,800     | 3,137  | 1,457  | 1,680  | 12.0%  | [ 66 ] |
| 1920下 | 21,800     | 3,282  | 1,484  | 1,798  | 13.0%  | [ 66 ] |
| 1921上 | 21,800     | 3,532  | 1,689  | 1,843  | 13.0%  | [ 66 ] |
| 1921下 | 22,300     | 3,645  | 1,922  | 1,723  | 13.0%  | [ 66 ] |
| 1922上 | 32,691     | 4,171  | 1,708  | 2,462  | 13.0%  | [ 66 ] |
| 1922下 | 38,378     | 5,182  | 2,160  | 3,021  | 13.0%  | [ 66 ] |
| 1923上 | 38,400     | 5,500  | 2,448  | 3,052  | 13.0%  | [ 66 ] |
| 1923下 | 48,800     | 5,954  | 2,582  | 3,371  | 12.0%  | [ 66 ] |
| 1924上 | 48,800     | 6,269  | 2,791  | 3,478  | 12.0%  | [ 66 ] |
| 1924下 | 48,800     | 6,641  | 3,376  | 3,265  | 12.0%  | [ 66 ] |
| 1925上 | 48,800     | 6,932  | 3,411  | 3,521  | 12.0%  | [ 66 ] |
| 1925下 | 48,800     | 7,182  | 3,647  | 3,535  | 12.0%  | [ 66 ] |
| 1926上 | 48,800     | 7,545  | 4,001  | 3,543  | 12.0%  | [ 66 ] |
| 1926下 | 48,800     | 7,504  | 4,247  | 3,257  | 12.0%  | [ 66 ] |
| 1927上 | 48,800     | 7,645  | 4,402  | 3,243  | 12.0%  | [ 49 ] |
| 1927下 | 51,800     | 8,412  | 4,939  | 3,473  | 12.0%  | [ 49 ] |
| 1928上 | 63,097     | 8,862  | 5,548  | 3,313  | 10.0%  | [ 49 ] |
| 1928下 | 63,189     | 8,964  | 5,304  | 3,659  | 10.0%  | [ 49 ] |
| 1929上 | 63,200     | 9,376  | 5,704  | 3,671  | 10.0%  | [ 49 ] |
| 1929下 | 67,757     | 9,373  | 5,667  | 3,705  | 10.0%  | [ 49 ] |
| 1930上 | 67,758     | 10,236 | 6,453  | 3,782  | 10.0%  | [ 49 ] |
| 1930下 | 67,759     | 10,699 | 6,961  | 3,737  | 10.0%  | [ 49 ] |
| 1931上 | 67,759     | 10,516 | 6,936  | 3,580  | 10.0%  | [ 49 ] |
| 1931下 | 67,759     | 10,173 | 6,596  | 3,577  | 10.0%  | [ 49 ] |
| 1932上 | 67,759     | 10,074 | 7,207  | 2,867  | 8.0%   | [ 49 ] |
| 1932下 | 67,759     | 9,074  | 6,567  | 2,506  | 7.0%   | [ 49 ] |
| 1933上 | 67,759     | 9,533  | 7,024  | 2,509  | 7.0%   | [ 49 ] |
| 1933下 | 67,759     | 9,433  | 6,919  | 2,513  | 7.0%   | [ 49 ] |
| 1934上 | 67,759     | 8,169  | 5,659  | 2,510  | 7.0%   | [ 49 ] |
| 1934下 | 67,759     | 8,610  | 6,457  | 2,152  | 6.0%   | [ 49 ] |
| 1935上 | 67,759     | 9,152  | 6,990  | 2,161  | 6.0%   | [ 49 ] |
| 1935下 | 67,759     | 9,910  | 7,397  | 2,512  | 7.0%   | [ 49 ] |
| 1936上 | 67,760     | 10,208 | 7,693  | 2,514  | 7.0%   | [ 49 ] |
| 1936下 | 76,873     | 10,513 | 6,981  | 3,532  | 7.0%   | [ 49 ] |
| 1937上 | 85,922     | 11,460 | 7,650  | 3,809  | 7.0%   | [ 49 ] |
| 1937下 | 97,000     | 11,762 | 7,709  | 4,052  | 7.0%   | [ 49 ] |
| 1938上 | 97,000     | 12,495 | 8,691  | 3,804  | 7.0%   | [ 49 ] |
| 1938下 | 97,000     | 12,926 | 9,015  | 3,910  | 7.0%   | [ 49 ] |
| 1939上 | 97,000     | 14,561 | 10,653 | 3,908  | 7.0%   | [ 70 ] |
| 1939下 | 97,000     | 13,866 | 10,065 | 4,817  | 7.0%   | [ 70 ] |
| 1940上 | 111,995    | 22,815 | 18,303 | 5,878  | 7.0%   | [ 71 ] |
| 1940下 | 111,995    | 22,576 | 17,373 | 5,202  | 7.0%   | [ 71 ] |
| 1941上 | 111,995    | 24,889 | 19,472 | 5,416  | 8.0%   | [ 1 ]  |
| 1941下 | 111,995    | 24,568 | 19,148 | 5,419  | 8.0%   | [ 1 ]  |

#### 供給実績
1939年までの電灯供給実績および電力供給実績の推移は以下の通り。数値は各期末のものである。
| 年度   | 電灯数  | 小口電力 （馬力） | 大口電力 (kW) | 出典   |
| ------ | ------- | ----------------- | ------------- | ------ |
| 1912下 | 2,498   | -                 | -             | [ 64 ] |
| 1913上 | 2,776   | -                 | -             | [ 64 ] |
| 1913下 | 3,817   | 68                | -             | [ 64 ] |
| 1914上 | 5,675   | 97                | 4,000         | [ 66 ] |
| 1914下 | 6,848   | 117               | 6,720         | [ 66 ] |
| 1915上 | 77,066  | 980               | 9,295         | [ 66 ] |
| 1915下 | 87,105  | 1,100             | 10,075        | [ 66 ] |
| 1916上 | 159,971 | 1,772             | 13,995        | [ 66 ] |
| 1916下 | 169,519 | 2,160             | 16,015        | [ 66 ] |
| 1917上 | 176,013 | 2,344             | 16,632        | [ 66 ] |
| 1917下 | 188,909 | 2,816             | 21,400        | [ 66 ] |
| 1918上 | 205,757 | 3,504             | 21,060        | [ 66 ] |
| 1918下 | 220,885 | 3,801             | 22,160        | [ 66 ] |
| 1919上 | 247,769 | 4,434             | 25,270        | [ 66 ] |
| 1919下 | 281,963 | 5,359             | 27,210        | [ 66 ] |
| 1920上 | 315,697 | 6,710             | 30,745        | [ 66 ] |
| 1920下 | 337,140 | 7,613             | 34,890        | [ 66 ] |
| 1921上 | 361,950 | 7,799             | 36,790        | [ 66 ] |
| 1921下 | 382,677 | 8,026             | 39,507        | [ 66 ] |
| 1922上 | 408,198 | 9,071             | 46,831        | [ 66 ] |
| 1922下 | 480,835 | 10,799            | 49,540        | [ 66 ] |
| 1923上 | 499,896 | 11,204            | 52,227        | [ 66 ] |
| 1923下 | 520,633 | 11,741            | 54,270        | [ 66 ] |
| 1924上 | 548,521 | 12,034            | 60,435        | [ 66 ] |
| 1924下 | 568,713 | 12,473            | 63,278        | [ 66 ] |
| 1925上 | 592,833 | 13,036            | 64,355        | [ 66 ] |
| 1925下 | 607,375 | 13,529            | 72,470        | [ 66 ] |
| 1926上 | 644,261 | 14,137            | 74,440        | [ 66 ] |
| 1926下 | 662,846 | 14,887            | 75,239        | [ 66 ] |
| 1927上 | 679,226 | 15,829            | 77,709        | [ 44 ] |
| 1927下 | 811,304 | 19,967            | 82,294        | [ 44 ] |
| 1928上 | 840,861 | 20,922            | 85,524        | [ 44 ] |
| 1928下 | 861,722 | 21,694            | 88,829        | [ 44 ] |
| 1929上 | 879,189 | 23,120            | 97,135        | [ 44 ] |
| 1929下 | 909,150 | 26,587            | 101,136       | [ 44 ] |
| 1930上 | 932,320 | 27,794            | 109,820       | [ 44 ] |
| 1930下 | 930,159 | 27,746            | 110,884       | [ 44 ] |
| 1931上 | 807,659 | 22,992            | 110,364       | [ 44 ] |
| 1931下 | 816,184 | 23,471            | 117,732       | [ 44 ] |
| 1932上 | 826,088 | 23,394            | 120,227       | [ 44 ] |

| 年度   | 電灯数    | 小口電力 (kW) | 大口電力 (kW) | 電熱その他※ (kW) | 出典   |
| ------ | --------- | ------------- | ------------- | ---------------- | ------ |
| 1932下 | 833,434   | 18,101馬力    | 143,508       | 4,248            | [ 44 ] |
| 1933上 | 841,030   | 18,340馬力    | 146,736       | 4,637            | [ 44 ] |
| 1933下 | 852,994   | 19,303馬力    | 151,421       | 4,718            | [ 44 ] |
| 1934上 | 860,393   | 14,735        | 119,089       | 4,081            | [ 44 ] |
| 1934下 | 883,022   | 14,978        | 125,889       | 3,385            | [ 44 ] |
| 1935上 | 899,420   | 15,872        | 129,618       | 3,505            | [ 44 ] |
| 1935下 | 916,521   | 16,985        | 139,858       | 3,652            | [ 44 ] |
| 1936上 | 933,254   | 17,991        | 141,303       | 3,800            | [ 44 ] |
| 1936下 | 951,615   | 18,863        | 142,743       | 4,387            | [ 44 ] |
| 1937上 | 978,028   | 20,113        | 145,858       | 4,685            | [ 44 ] |
| 1937下 | 987,117   | 21,055        | 151,083       | 4,741            | [ 44 ] |
| 1938上 | 1,008,625 | 24,130        | 158,043       | 4,939            | [ 44 ] |
| 1938下 | 1,027,122 | 25,714        | 185,913       | 5,131            | [ 44 ] |

※1934年下期以降、電灯と併用される小型電気器具を含まない。

### 供給区域一覧
1938年（昭和13年）12月末時点における、九州水力電気の電灯・電力供給区域は以下の通り。1940年に統合した傘下6社（九州電気軌道・神都電気興業・延岡電気・昭和電灯・筑後電気・南豊電気）と、翌年にかけて統合した小事業者（「その他小事業者」と記載）の供給区域も併記した。供給区域は県別（福岡県・大分県・宮崎県・熊本県）に整理している。

#### 福岡県
| 九州水力電気 電灯・電力供給区域     | 九州水力電気 電灯・電力供給区域 |
| ----------------------------------- | --- |
| 市部 （5市）                        | 若松市（旧島郷村域を除く）・戸畑市・八幡市（旧上津役村域に限る）（現・北九州市）、 直方市（一部は電灯区域）、 福岡市（旧姪浜町・三宅村域に限る） |
| 企救郡 （3村）                      | 西谷村・中谷村・東谷村（現・北九州市） |
| 京都郡 （20町村）                   | 白川村を除く郡内全町村（現・苅田町・行橋市・みやこ町） |
| 築上郡 （19町村）                   | 岩屋村・合河村を除く郡内全町村（現・築城町・豊前市・吉富町・上毛町） |
| 遠賀郡 （4町村）                    | 水巻村（現・水巻町）、遠賀村（現・遠賀町）、 中間町（現・中間市）、香月町（現・北九州市） |
| 鞍手郡 （12町村）                   | 木屋瀬町（現・北九州市）、 植木町（現・直方市）、 剣町・古月村・西川村（現・鞍手町）、 宮田町・笠松村（大字上有木・四郎丸の各一部と大字倉久を除く）・若宮町・山口村・中村（大字黒丸を除く）・吉川村（大字小伏の一部と大字下・湯原に限る）（現・宮若市）、 小竹町（大字赤地に限る） |
| 田川郡 （12町村）                   | 上野村・方城村・金田町（現・福智町）、 糸田村（現・糸田町）、 伊田町・後藤寺町・猪位金村（現・田川市）、 香春町、勾金村（現・香春町）、 川崎町（旧安真木村を除く）、 添田町、彦山村（現・添田町）                                                                                  |
| 嘉穂郡 （8町村）                    | 山田町・大隈町・宮野村・足白村・碓井村（大字下臼井・飯田を除く）（現・嘉麻市）、 桂川村（大字吉隈・土居・寿命・瀬戸を除く）（現・桂川町）、 上穂波村・内野村（現・飯塚市） |
| 糟屋郡 （2町村）                    | 須恵村（現・須恵町）、宇美町 |
| 筑紫郡 （13町村）                   | 那珂村・曰佐村（現・福岡市）、 安徳村・岩戸村・南畑村（現・那珂川市）、 春日村（現・春日市）、 大野村（現・大野城市）、 水城村・大宰府町（現・太宰府市）、 二日市町・山口村・筑紫村・山家村（現・筑紫野市） ※1940年に追加あり                                                      |
| 三井郡 （1村）                      | 三国村（現・小郡市） |
| 朝倉郡 （12町村）                   | 夜須村・三輪町（大字山隈・高田を除く）（現・筑前町）、 甘木町・安川村・秋月町・上秋月村・三奈木村・立石村・福田村・金川村・蜷城村・大福村（大字多々連・田中・上寺を除く）（現・朝倉市）                                                                                            |
| 浮羽郡 （3町村）                    | 田主丸町（現・久留米市）、 吉井町・千年村（大字若宮に限る）（現・うきは市） |
| 八女郡 （28町村）                   | 郡内全町村（現・八女市・筑後市・広川町） |
| 三潴郡 （7村）                      | 西牟田村（現・筑後市）、 犬塚村・江上村（現・久留米市）、 木室村（現・大川市）、 大溝村・木佐木村・大莞村（現・大木町） |
| 山門郡 （4町村）                    | 三橋村（大字中山に限る）（現・柳川市）、 瀬高町・東山村・山川村（現・みやま市） |
| 三池郡 （2村）                      | 飯江村・高田村（旧岩田村域に限る）（現・みやま市） |
| 九州水力電気 電灯供給区域           | |
| 市部                                | 直方市（大字上境・中泉に限る） |
| 鞍手郡                              | 笠松村（大字上有木の一部に限る）（現・宮若市）、 小竹町（大字南良津・御徳に限る） |
| 田川郡                              | 採銅所村（現・香春町）、 大任村（現・大任町）、 赤村、 川崎町（旧安真木村に限る） |
| 嘉穂郡                              | 千手村（現・嘉麻市）、 大分村（現・飯塚市） |
| 九州水力電気 50馬力以上電力供給区域 | |
| 市部                                | 福岡市（電灯電力区域と旧早良郡域を除く）、 門司市・小倉市・若松市（電灯電力区域を除く）・八幡市（同左）（現・北九州市）、 直方市（大字上境・中泉に限る）、 飯塚市 |
| 企救郡                              | 松ヶ江村・曽根町（現・北九州市） |
| 京都郡                              | 白川村（現・苅田町） |
| 遠賀郡                              | 折尾町（現・北九州市）、 芦屋町、 岡垣村（現・岡垣町） |
| 鞍手郡                              | 笠松村（大字上有木の一部に限る）・中村（大字黒丸に限る）・吉川村（大字小伏の一部と大字下・湯原を除く）（現・宮若市）、 小竹町（大字赤地を除く） |
| 田川郡                              | 採銅所村（現・香春町）、 大任村（現・大任町）、 赤村、 川崎町（旧安真木村に限る）、 津野村（現・添田町） |
| 嘉穂郡                              | 頴田村・庄内村・幸袋町・二瀬町・鎮西村・穂波村・大分村（現・飯塚市）、 桂川村（大字瀬戸・寿命・吉隈・土居に限る）（現・桂川町）、 稲築村・碓井村（大字下臼井・飯田に限る）・千手村（現・嘉麻市）                                                                                   |
| 糟屋郡                              | 須恵村・宇美町以外の郡内全町村（現・福岡市・古賀市・新宮町・久山町・篠栗町・粕屋町・志免町） |
| 筑紫郡                              | 御笠村（現・筑紫野市） |
| 九州電気軌道 電灯・電力供給区域     | |
| 市部 （4市）                        | 門司市・小倉市・八幡市（旧上津役村域を除く）・若松市（旧島郷村域に限る）（現・北九州市） |
| 企救郡 （2町村）                    | 松ヶ江村・曽根町（現・北九州市） |
| 遠賀郡 （2町村）                    | 折尾町（現・北九州市）、 芦屋町 |
| 昭和電灯 電灯・電力供給区域         | |
| 市部 （1市）                        | 飯塚市（大字川島・鯰田を除く） |
| 嘉穂郡 （7町村）                    | 庄内村・二瀬町（大字片島と大字横田の大部分に限る）・鎮西村（大字潤野に限る）・穂波村（現・飯塚市）、 桂川村（大字瀬戸・寿命・吉隈・土居に限る）（現・桂川町）、 稲築村・碓井村（大字下臼井・飯田に限る）（現・嘉麻市）                                                             |
| 筑後電気 電灯・電力供給区域         | |
| 市部 （1市）                        | 久留米市（大字野中の一部に限る） |
| 三井郡 （6村）                      | 合川村（一部の字を除く）・山川村・山本村・草野村・善導寺村（大字飯田の一部を除く）・大橋村（現・久留米市） |
| 朝倉郡 （10村）                     | 大福村（大字上寺・田中・多々連に限る）・宮野村・朝倉村・志波村・久喜宮村・杷木町・松末村・高木村（現・朝倉市）、 小石原村・宝珠山村（現・東峰村） |
| 浮羽郡 （13村）                     | 柴刈村・川会村・竹野村・水縄村・水分村・船越村（現・久留米市）、 江南村・千年村（大字若宮を除く）・福富村・御幸村・大石村・山春村（大字山北の一部を除く）・姫治村（現・うきは市）                                                                                                  |
| その他小事業者 電灯・電力供給区域   | |
| 築上郡 （2村）                      | 岩屋村・合河村（現・豊前市） |

※1940年9月、筑紫郡御笠村（現・筑紫野市）を電力供給区域から電灯・電力供給区域に変更。

#### 大分県
| 九州水力電気 電灯・電力供給区域     | 九州水力電気 電灯・電力供給区域 |
| ----------------------------------- | --- |
| 市部 （3市）                        | 大分市、別府市、中津市 |
| 大分郡 （26町村）                   | 吉野村以外の郡内全町村（現・大分市・由布市）、 ただし野津原村は大字廻栖野と大字野津原の大部分に限る |
| 速見郡 （14町村）                   | 上村以外の郡内全町村（現・別府市・由布市・日出町・杵築市）、 ただし南端村は大字南畑に限り、山浦村は大字山浦の一部を除く |
| 東国東郡 （9町村）                  | 奈狩江村（現・杵築市）、 安岐町・南安岐村・西安岐町・武蔵町・中武蔵村・旭日村・富来町・来浦村（現・国東市） |
| 西国東郡 （4町村）                  | 高田町・河内村・呉崎村・草地村（現・豊後高田市） |
| 宇佐郡 （21町村）                   | 宇佐町・北馬城村・封戸村・和間村・長洲町・柳ヶ浦町・駅館村・豊川村・西馬城村（大字上矢部・下矢部に限る）・四日市町・八幡村・高家村・糸口村・天津村・長峰村・横山村・両川村（大字広瀬・小坂・北山・沖を除く）・東院内村・竜王村（大字鳥越・今井・森・大村・西衲・中山・野山を除く）・安心院町（大字戸方・原と大字荘・下毛の各一部を除く）・佐田村（大字大見尾・塔尾を除く） |
| 下毛郡 （15村）                     | 鶴居村・大幡村・如水村・三保村・和田村・新昭村・深秣村・真坂村・山口村・東耶馬溪村・上津村・耶馬溪村・津民村（大字大野の一部を除く）・下郷村・三郷村（現・中津市） ※1939年に追加あり |
| 日田郡 （16町村）                   | 日田町・高瀬村・三芳村・西有田村・三花村・朝日村・光岡村・五和村・夜明村・大鶴村（大字大肥の一部に限る）・小野村・東有田村・馬原村・中川村・五馬村（大字出口の一部を除く）・大山村（現・日田市） |
| 玖珠郡 （3村）                      | 南山田村（大字町田の一部に限る）・野上村（大字後野上の一部に限る）・飯田村（大字田野・湯坪に限る）（現・九重町） |
| 直入郡 （1村）                      | 岡本村（現・竹田市） |
| 大野郡 （9町村）                    | 犬飼町・三重町・百枝村・新田村・牧口村・合川村（大字馬背畑と大字大化・宇田枝の各一部に限る）・白山村（大字伏野の一部に限る）・緒方村・大野町（大字郡山と大字両家・澤田の各一部を除く）（現・豊後大野市） |
| 北海部郡 （18町村）                 | 南津留村以外の郡内全町村（現・大分市・臼杵市・津久見市） |
| 南海部郡 （10町村）                 | 東上浦村・西上浦村・八幡村・佐伯町・下堅田村・青山村・西中浦村・中浦村・東中浦村・米水津村（現・佐伯市） |
| 九州水力電気 50馬力以上電力供給区域 | |
| 日田郡                              | 大鶴村（大字大肥の一部を除く）・前津江村・中津江村・上津江村（現・日田市） |
| 筑後電気 電灯・電力供給区域         | |
| 日田郡 （2村）                      | 大鶴村（大字大肥の一部を除く）・前津江村（大字柚木に限る）（現・日田市） |
| 南豊電気 電灯・電力供給区域         | |
| 大分郡 （1村）                      | 吉野村（現・大分市） |
| 大野郡 （8村）                      | 戸上村（大字鳥嶽・千塚・藤小野と大字西寒田の一部に限る）・野津市村・田野村・川登村・南野津村（現・臼杵市）、 菅尾村（現・豊後大野市）、 重岡村・小野市村（現・佐伯市） |
| 北海部郡 （1村）                    | 南津留村（現・臼杵市） |
| 南海部郡 （7村）                    | 明治村・上野村・切畑村・中野村・因尾村・直見村・川原木村（現・佐伯市） |
| その他小事業者 電灯・電力供給区域   | |
| 大分郡 （1村）                      | 野津原村（一部を除く）（現・大分市） |
| 東国東郡 （2村）                    | 朝来村・西武蔵村（現・国東市） |
| 西国東郡 （1村）                    | 朝田村（一部を除く）（現・杵築市） |
| 日田郡 （3村）                      | 五馬村（一部に限る）・中津江村（一部を除く）・上津江村（一部を除く）（現・日田市） |
| 玖珠郡 （7村）                      | 森町（一部を除く）・八幡村・北山田村・玖珠町（現・玖珠町）、 南山田村（一部を除く）・野上村（一部を除く）・東飯田村（現・九重町） |
| 直入郡 （8町村）                    | 久住町・白丹村・都野村・長湯村・下竹田村・城原村（一部に限る）・宮城村（一部に限る）（現・竹田市）、 阿蘇野村（現・由布市） |
| 大野郡 （8町村）                    | 大野町（一部に限る）・小富士村・長谷川村・上緒方村（一部を除く）・合川村（一部を除く）・白山村（一部を除く）（現・豊後大野市）、 今市村（現・大分市）、 西大野村（一部に限る）（現・竹田市） |
| 南海部郡 （5町村）                  | 蒲江町・名護屋村・上入津村・下入津村・木立村（現・佐伯市） |

※1939年3月、下毛郡溝部村・槻木村（現・中津市）を電灯・電力供給区域に追加。

#### 宮崎県・熊本県
| 神都電気興業 電灯・電力供給区域   | 神都電気興業 電灯・電力供給区域 |
| --------------------------------- | --- |
| 市部 （1市）                      | 宮崎市 |
| 宮崎郡 （11町村）                 | 郡内全町村（現・宮崎市） |
| 東諸県郡 （7町村）                | 郡内全町村（現・宮崎市・国富町・綾町） |
| 西諸県郡 （4町村）                | 小林町・野尻村・須木村（現・小林市）、 高原村（現・高原町）                                                                                               |
| 児湯郡 （6町村）                  | 新田村（現・新富町）、 妻町・上穂北村・都於郡村・三財村・三納村（現・西都市）                                                                             |
| 延岡電気 電灯・電力供給区域       | |
| 市部 （1市）                      | 延岡市 |
| 東臼杵郡 （9町村）                | 南方村・北方村（現・延岡市）、 門川町、 富島町・岩脇村・東郷村（現・日向市）、 南郷村・西郷村・北郷村（現・美郷町）                                       |
| 西臼杵郡 （9町村）                | 諸塚村、 岩井川村・七折村（現・日之影町）、 高千穂町、上野村・田原村（現・高千穂町）、岩戸村（現・高千穂町・日之影町）、 三ヶ所村・鞍岡村（現・五ヶ瀬町） |
| 児湯郡 （6町村）                  | 美々津町（現・日向市）、都農町、 川南村（現・川南町）、高鍋町、 木城村（現・木城町）、 富田村（現・新富町）                                               |
| 熊本県 阿蘇郡 （2村）             | 野尻村（現・高森町）、 波野村（大字中江の一部に限る）（現・阿蘇市）                                                                                       |
| その他小事業者 電灯・電力供給区域 | |
| 東臼杵郡 （3村）                  | 南浦村・北浦村・北川村（現・延岡市） |
| 熊本県 阿蘇郡 （3村）             | 小国町、南小国村（現・南小国町）、 産山村 |

## 電源開発
以下、沿革のうち発電所建設の過程について詳述する。

### 女子畑発電所建設

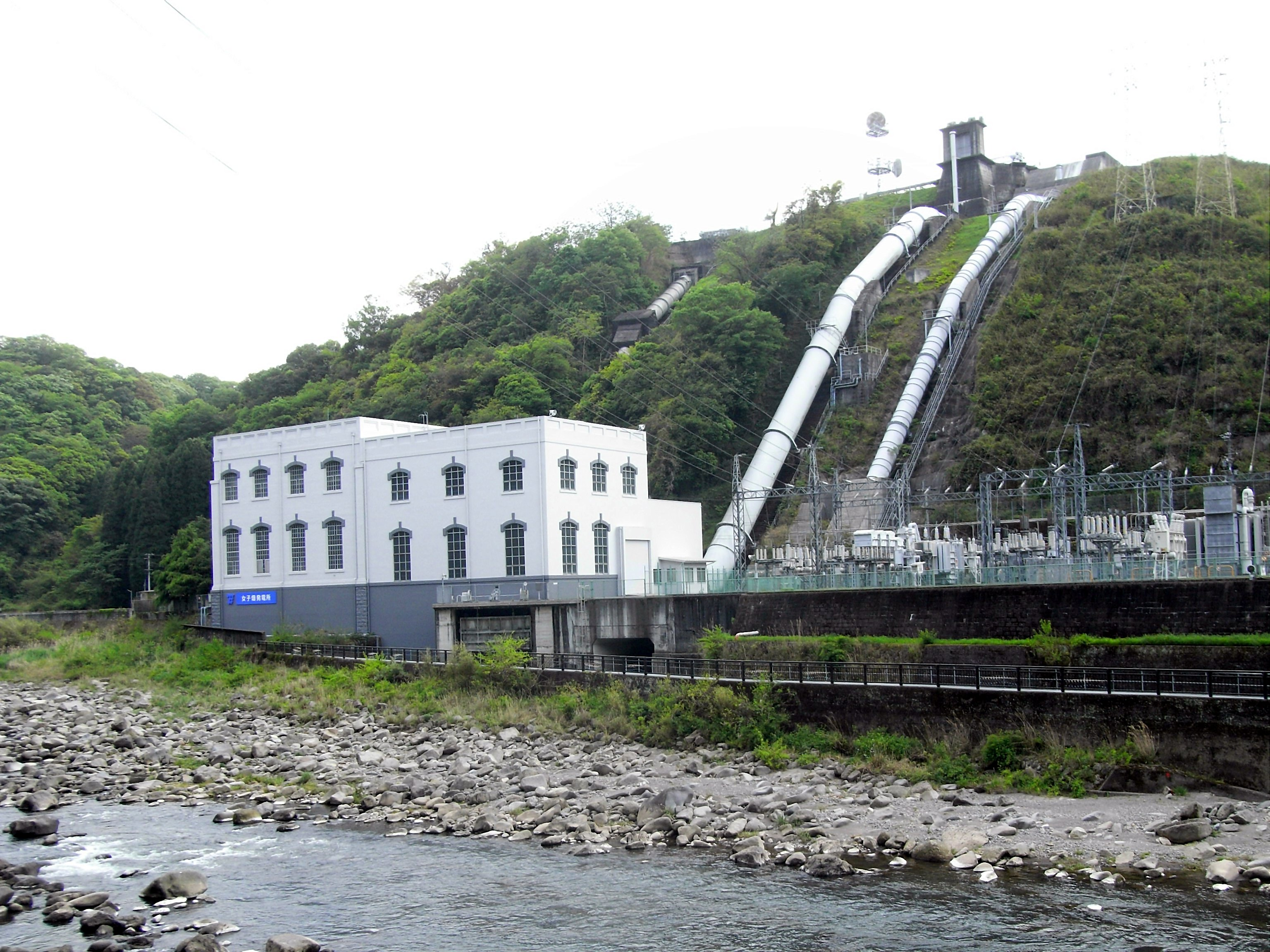
女子畑発電所（2010年撮影）

九州水力電気が建設した中で最大の出力を持つ発電所は、最初に開発された女子畑（おなごばた）発電所である。女子畑発電所は筑後川水系玖珠川・大山川から取水する水力発電所で、所在地は大分県日田郡中川村大字女子畑（現・日田市天瀬町女子畑）。会社発足1年後の1912年（明治45年）4月に着工され、翌1913年（大正2年）1月に発電所建屋基礎工事竣工、3月に放水路竣工、5月に取水口堰堤・水路トンネル竣工、7月に発電所・変電所室建屋工事竣工、9月に通水試験、10月調整池竣工、と順調に工事が進んで最後に水圧鉄管の設置工事が12月に終了してすべての工事が終了した。そして1914年（大正3年）2月6日に八幡製鉄所への電力供給が始まったことで女子畑発電所からの送電も開始された。
主要機器は水車が出力5600馬力のフォイト製フランシス水車、発電機が容量3750キロボルトアンペア (kVA) のゼネラル・エレクトリック製三相交流発電機で、それぞれ5台を設置しており、発電所出力は1万2,000kW（1917年より1万5,000kW）であった。
なお、女子畑発電所完成に先立ち1912年11月に合併した博多電気軌道から南畑発電所（福岡県、水力750kW）を引き継いでいる。

### 大正期の電源開発

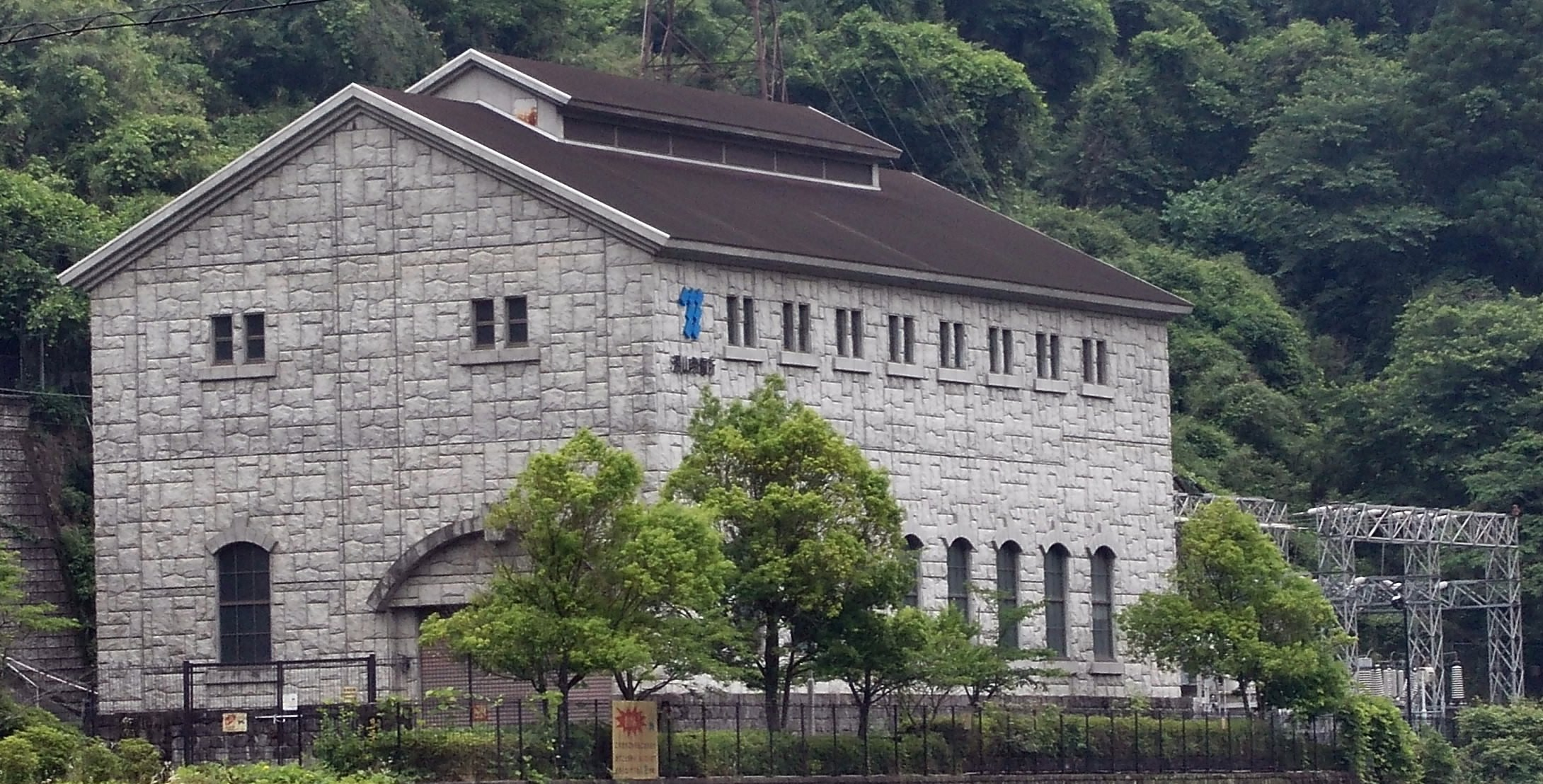
湯山発電所（2015年）

女子畑発電所に続いて開発されたのは、1916年（大正5年）に合併した豊後電気鉄道・大分水力電気より水利権を引き継いだ大分川水系（大分県）の水力発電所である。大戦景気による電力需要増加に対処すべく開発が急がれ、まず1917年（大正6年）9月に大竜発電所（出力2,000kW）が運転を開始。翌1918年（大正7年）には柿原 (4,000kW)・下川 (1,200kW)・畑 (950kW)・鮎川 (1,000kW) の4水力発電所も相次いで運転を開始した。これらに先立つ1916年12月に女子力発電所と旧大分水力電気の篠原発電所（出力2,000kW）を結ぶ66キロボルト (kV) 送電線（大分連絡線）が完成しており、5か所の新発電所と旧豊後電気鉄道の幸野発電所（出力1,600kW）はいずれもこの大分連絡線に接続して連系運転を行った。
大分川水系の開発が完了した後は、さらなる需要増加のため筑後川水系玖珠川・野上川や豊後電気鉄道から引き継いだ大野川の開発を進めた。1920年（大正9年）から1923年（大正12年）にかけて、筑後川水系では野上 (1,400kW)・右田 (1,450kW)・湯山 (8,317kW)・町田第一 (1,574kW)・町田第二 (6,000kW) の4発電所、大野川では軸丸 (6,600kW)・新沈堕 (6,000kW) の2発電所が完成している。1924年（大正13年）には大分川水系で今畑発電所 (2,200kW) が運転を開始し、1925年（大正14年）7月には旧日田水電の石井発電所増設（390kWから1,000kWへ）も竣工した。
これらの発電所の特徴として、その多くが芝浦製作所製をはじめとする日本製の機械類を採用していた点が挙げられる。これは第一次世界大戦で欧米からの機器輸入が困難になったことと、設立の経緯から九州水力電気が芝浦製作所と深い関係を有していたことによる。下川・軸丸・今畑の3発電所は日立製作所製の水車・発電機を採用したが、それ以外はすべて芝浦製作所製の発電機と同社と関係のある電業社製の水車を採用していた。
なお自社開発以外に、1922年8月に合併した福岡県の筑後水力電気から洗玉発電所（水力200kW）と羽犬塚発電所（火力1,000kW）を引き継いでいる。また同年12月に、大分県の成清鉱業との間で同社の飯田発電所（水力280kW）と広瀬発電所（水力320kW）を買収する契約を締結した。
以上のように当初から水力発電に集中して電源開発を行った九州水力電気であるが、そのために天候の変化の影響を受けやすかった。例えば1921年には、日田地方の洪水災害で発電所が被災し、湯山発電所が28日間、女子畑発電所が47日間、石井発電所では164日間の発電停止に追い込まれた。翌1922年には一転して大渇水が発生し、当時5万kW以上あった発電力は3分の1に激減、供給に支障を来して電灯の深夜消灯や工場・炭鉱への供給削減といった措置を余儀なくされた。こうして水力発電一辺倒の電源開発の問題点が明らかになったため、水力発電を補う火力発電所の建設を決定、1923年1月に鯰田発電所、1926年（大正15年）1月に宇島発電所を完成させた（いずれも福岡県、出力10,000kW）。この結果、1926年における総発電力は8万4,841kW（水力6万3,841kW・火力2万1,000kW）となった。

### 昭和戦前期の電源開発
昭和初期の電源開発は、自社ではなく子会社「杖立川水力電気株式会社」の手によって進められた。同社は、筑後川水系杖立川にて1922年12月に水利権を得たのを受けて1923年12月12日、資本金500万円（九州水力電気全額出資、その後1929年8月1000万円へ増資）で設立。杖立川での電源開発を進め、1927年（昭和3年）3月に小国発電所 (6,000kW)、1928年（昭和3年）3月に杖立発電所 (3,200kW)、1929年（昭和4年）12月に黒淵発電所 (7,000kW) をそれぞれ完成させた。これらの発生電力は大部分を九州水力電気が受電した。
杖立川開発のほかにも、杖立川水力電気は九州水力電気から同社の発電所新増設や送電・変電設備の建設工事を受託して担当した。このうち発電所では、1931年（昭和6年）3月に運転を開始した駅館川水系津房川の須崎発電所 (688kW)・丸田発電所 (950kW) と、同年7月に竣工した女子畑発電所拡張工事（10,000kVA発電機1基増設、発電所出力26,750kWに）を担当している。翌1932年（昭和7年）6月1日、計画されていた工事を一応完了したため九州水力電気は杖立川水力電気を事業買収の形式で吸収し、杖立川の3発電所を引き継いだ。
1930年代初頭の不況期に自社開発は一時停止するも、景気回復とともに1930年代後半に再開。1936年（昭和11年）11月に大分川水系にて野畑発電所 (2,740kW)、1937年（昭和12年）5月には玖珠川にて三芳発電所 (4,600kW) がそれぞれ運転を開始した。その他の出力変更や発電所廃止もあり、発電力は1938年（昭和13年）には水力28か所計10万1,812kW、火力2か所計2万kWの合計12万1,812kWとなった。

### 九州送電による開発

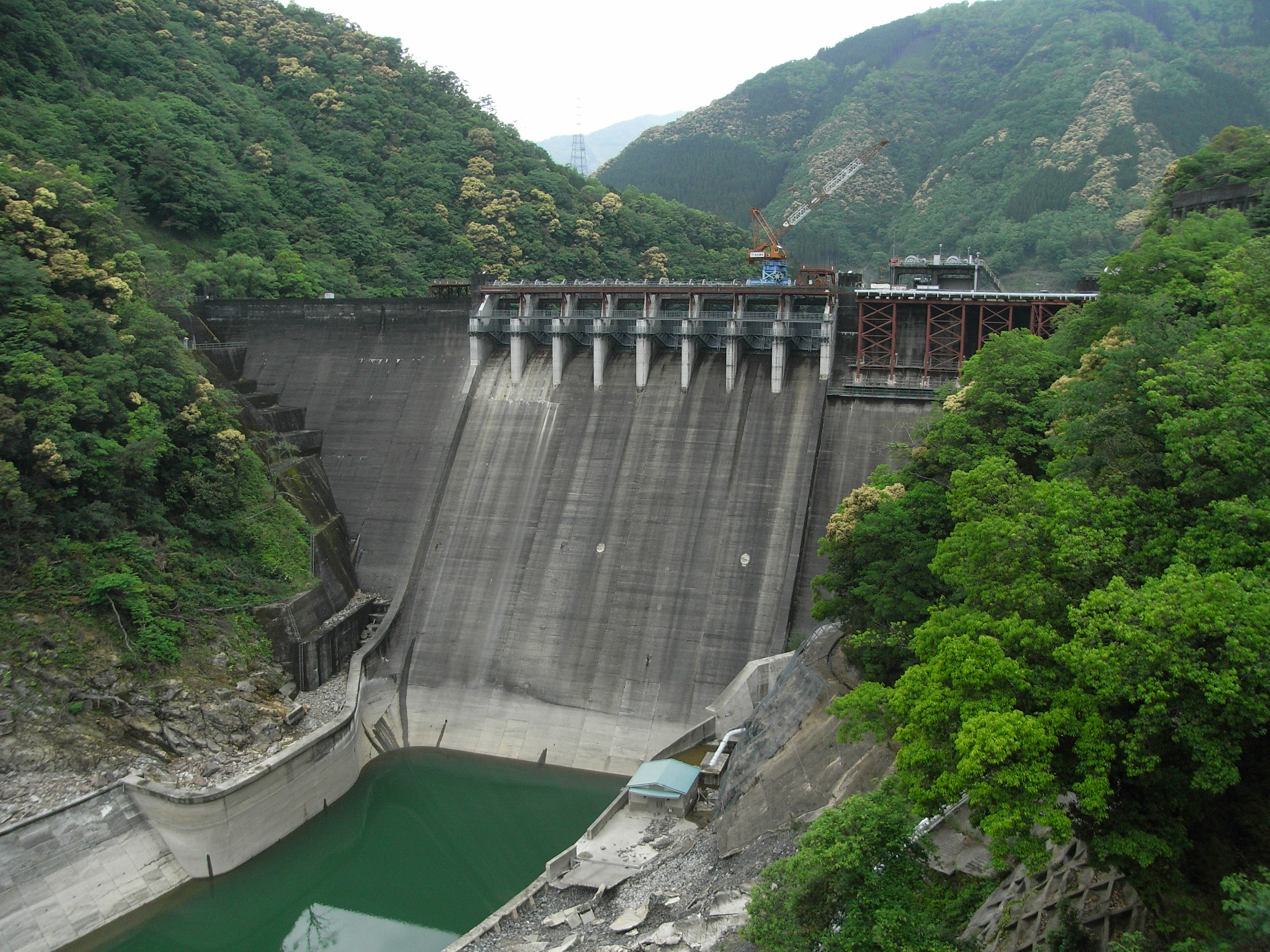
塚原発電所取水ダム（塚原ダム）

大分県での水力開発を進める最中の1910年代後半、有力な未開発地点として業界の注目を集めていた宮崎県への参入を図った。特に県北部を流れ各社の水利権出願が相次いでいた五ヶ瀬川を狙い、1917年に水利権を申請した。五ヶ瀬川の水利権獲得競争には、前述のように競合関係にあった九州電灯鉄道（後の東邦電力）も後から参入する。このため九州水力電気では麻生太吉が時の逓信大臣野田卯太郎に働きかけ、水利権申請者の合同という意向で合意した。一方で九州電灯鉄道側が宮崎県側に働きかけたことから一旦は九州電灯鉄道へ水利権を許可する方向へ流れたが、九州水力電気側の巻き返しで共同開発会社の新設が決まった。
こうして発足したのが九州送電で、宮崎県内の県外送電反対運動のため設立が遅れたが、1925年（大正14年）5月9日会社設立に至った。同社は初め東邦電力・九州水力電気・電気化学工業（現デンカ）・住友財閥の4者の平等出資であったが、その後電気化学工業が撤退して九州水力電気へと持ち株を売却したため、九州水力電気は九州送電の過半数の株式を握ってその主導権を掌握した。
九州送電は五ヶ瀬川と住友財閥が水利権を持つ耳川の開発を順次進め、1929年に高千穂発電所 (12,800kW)、1930年に田代発電所 (8,000kW)、1931年に山須原発電所 (13,000kW)、1932年に三ヶ所発電所 (1,320kW)・回淵発電所 (1,050kW)、1938年に塚原発電所 (50,000kW) をそれぞれ建設。あわせて宮崎県から大分県を経て福岡県へと至る約120キロメートルの長距離送電線を整備し、九州水力電気の女子畑中央開閉所と鯰田中央開閉所（福岡県飯塚市）に連絡した。
九州送電から九州水力電気への電力供給は1929年5月1日より開始。1930年時点では1万7,000kWを受電し、その後同年8月認可で1万9,500kWへ、1931年10月認可で3万2,000kWへとそれぞれ増加した。その後1937年末時点では3万kWの受電となっている。さらに1938年8月登尾開閉所（宮崎県西臼杵郡）での受電（最大1万kW）を開始し、同年11月には上津役変電所（福岡県八幡市）での受電（最大4万kW）も開始した。
なお東邦電力も九州送電と最大1万kWの受給契約を結び、九州送電から電力供給を受けることとなった。しかし九州送電が送電する電力の周波数は50ヘルツであり、東邦電力側の60ヘルツと異なっており直接受電できないため、九州水力電気の発電所のうち周波数60ヘルツにて発電が可能な女子畑発電所・黒淵発電所からの電力に振り替えて東邦電力久留米変電所へ送電するという方法を採った。久留米変電所への送電は1929年12月に開始されている。また九州送電から離脱した電気化学工業が宮崎県南部の大淀川を開発し、送電会社として九州電力を立ち上げたため、1931年4月に九州水力電気・東邦電力で同社からそれぞれ1万kWずつ受電するという契約も結んだ。

### 他社火力との連系

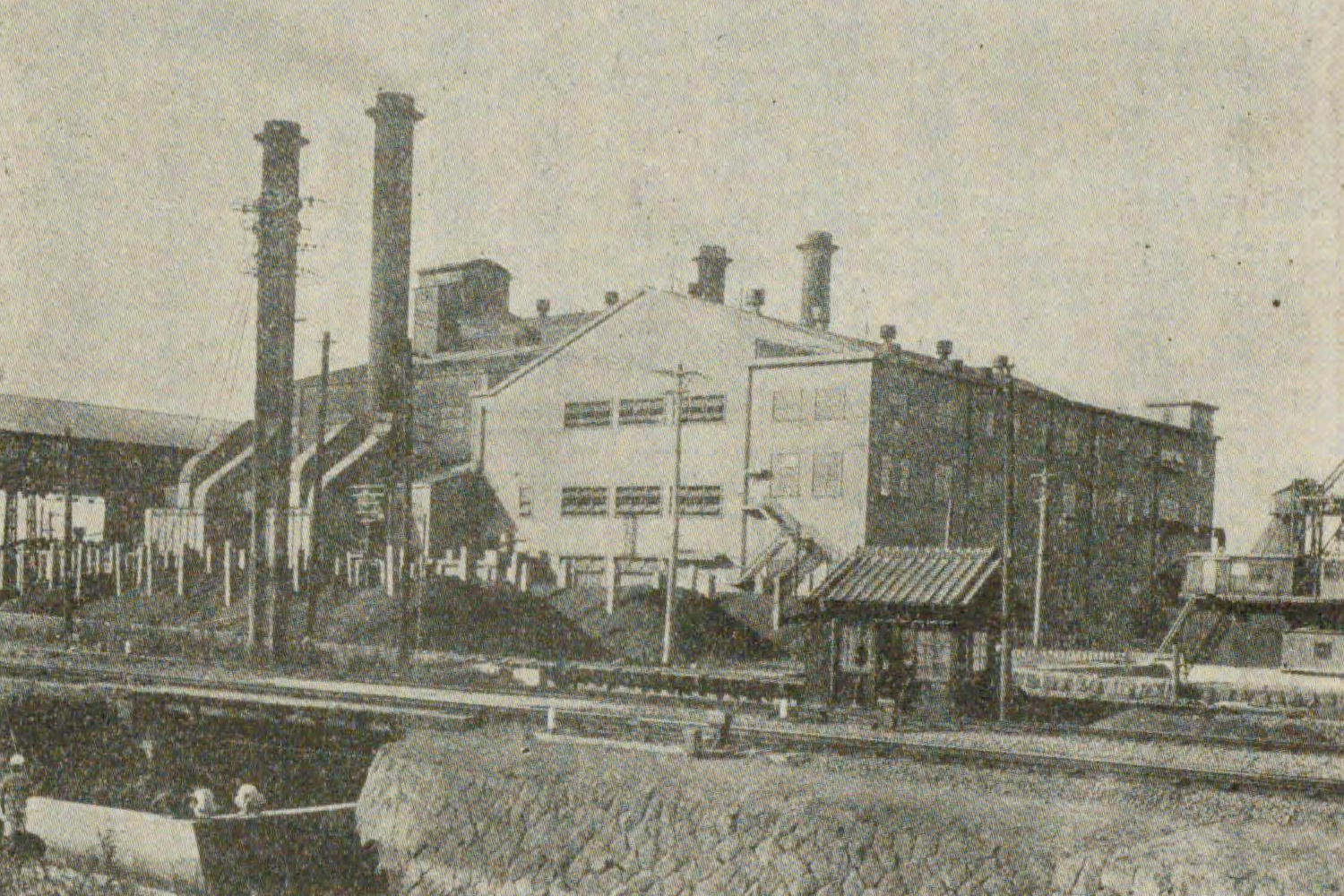
九州電気軌道小倉火力発電所

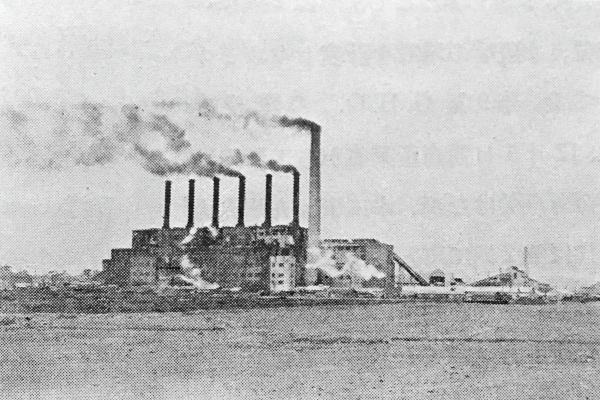
西部共同火力発電戸畑発電所

1920年代後半以降、九州水力電気の火力発電所は鯰田・宇島両発電所と羽犬塚発電所（1937年9月廃止）のみで、新規の設置はなかった。しかし火力発電に特化した発電体制を採る九州電気軌道を傘下に収め、同社と送電線を接続して1932年5月より鯰田中央開閉所・小倉変電所における最大2万kWの電力相互融通を始めると、渇水期に不足する電力を九州電気軌道の火力発電でも補給できるようになった（その反対に九州水力電気側に余剰電力がある場合は九州電気軌道へと送電した）。提携後の1934年（昭和9年）、九州水力電気はまたしても大渇水に見舞われ、水力発電量が大きく減退したが、このように九州電気軌道との提携が成立していたため同社火力発電所からの送電量を増加することで対処できた。
1930年代中頃からの電力需要増加に際して、発電余力が少なくなったため九州水力電気では小倉市の埋立地に2万5,000kWの火力発電所を建設する方針を固め、1935年（昭和10年）に逓信省へ申請した。ところが複数事業者による共同火力発電方式を勧奨していた逓信省の方針と合致しないため申請は許可されず、結局逓信省の慫慂に応じて九州水力電気・九州電気軌道・九州送電・九州共同火力発電の4社に北九州の最大電力需要家である日本製鐵（八幡製鉄所経営）を加えて新会社西部共同火力発電を設立、同社を通じて共同火力発電所を建設することとなった。同社による戸畑発電所（戸畑市、出力25,000kWのち50,000kW）は1937年12月に運転を開始。九州水力電気では12月より1万5,000kWの受電を開始し、翌1938年11月からはさらに1万kWの追加受電も始めた。
西部共同火力発電の出資に参加した九州共同火力発電というのは、同社に先立ち1935年に設立された共同火力会社で、三井鉱山と電力会社連合（熊本電気・九州電力・九州水力電気・九州送電・東邦電力）が出資していた。九州共同火力発電では大牟田市にあった港発電所の拡張を1936年にかけて進め（1936年末時点で出力109,000kW）、九州水力電気・東邦電力両社に対してはそれぞれ1万3,000kWを送電した。しかし九州水力電気は九州共同火力発電や先に挙げた九州電力との送電線の連絡がなく直接受電できないため、両社からの受電電力は東邦電力の送電線によって託送するものとした。その結果、これらの電力は九州水力電気から東邦電力へと送電される電力と相殺という扱いとされた。

### 発電所一覧
以下、九州水力電気が所有した発電所を一覧表として纏める。県別（大分県・熊本県・福岡県・宮崎県）に整理した。
- 発電所名に「*」を付したものは、九州水力電気の手で廃止された発電所を意味する。

#### 大分県
| 発電所名 | 種別 | 出力 (kW)              | 所在地・河川名                                              | 運転開始       | 備考                                                 |
| -------- | ---- | ---------------------- | ----------------------------------------------------------- | -------------- | ---------------------------------------------------- |
| 町田第一 | 水力 | 1,574                  | 玖珠郡南山田村（現・九重町） （筑後川水系玖珠川・鳴子川）   | 1922年7月      | 現・九電町田第一発電所                               |
| 町田第二 | 水力 | 6,000                  | 玖珠郡南山田村（現・九重町） （筑後川水系玖珠川・鳴子川）   | 1922年7月      | 現・九電町田第二発電所                               |
| 野上     | 水力 | 1,400                  | 玖珠郡野上村（現・九重町） （筑後川水系玖珠川）             | 1920年3月      | 現・九電野上発電所                                   |
| 右田     | 水力 | 1,450                  | 玖珠郡東飯田村（現・九重町） （筑後川水系野上川）           | 1920年5月      | 現・九電右田発電所                                   |
| 湯山     | 水力 | 8,317 →8,300           | 日田郡中川村（現・日田市） （筑後川水系玖珠川）             | 1921年1月      | 現・九電湯山発電所                                   |
| 女子畑   | 水力 | 12,000 →15,000 →26,750 | 日田郡中川村（現・日田市） （筑後川水系玖珠川・大山川）     | 1913年12月     | 1917年・1933年出力変更 現・九電女子畑発電所          |
| 三芳     | 水力 | 4,600                  | 日田郡三芳村（現・日田市） （筑後川水系玖珠川・大山川）     | 1937年5月      | 現・九電三芳発電所                                   |
| 石井     | 水力 | 390 →1,000             | 日田郡五和村（現・日田市） （筑後川水系三隈川）             | （1907年8月）  | 前所有者：日田水電 1925年出力変更 現・九電石井発電所 |
| 津江     | 水力 | 26                     | 日田郡中津江村（現・日田市） （筑後川水系津江川）           | （1924年3月）  | 前所有者：久住湯原電業 1943年以降に廃止              |
| 鮎川     | 水力 | 1,000                  | 速見郡南由布村（現・由布市） （大分川）                     | 1918年11月     | 現・九電鮎川発電所                                   |
| 幸野     | 水力 | 1,600                  | 大分郡湯平村（現・由布市） （大分川）                       | （1915年12月） | 前所有者：豊後電気鉄道 現・九電幸野発電所            |
| *湯平    | 水力 | 32                     | 大分郡湯平村（現・由布市） （大分川水系湯平川）             | （1912年）     | 前所有者：大分水力電気 1923年以降に廃止              |
| 畑       | 水力 | 950                    | 大分郡湯平村（現・由布市） （大分川水系花合野川・倉本川）   | 1918年9月      | 現・九電畑発電所                                     |
| 下川     | 水力 | 1,200                  | 大分郡湯平村（現・由布市） （大分川・鍋倉川）               | 1918年9月      | 現・九電下川発電所                                   |
| 野畑     | 水力 | 2,740                  | 大分郡南庄内村（現・由布市） （大分川水系阿蘇野川・鍋谷川） | 1936年11月     | 現・九電野畑発電所                                   |
| 柿原     | 水力 | 4,000                  | 大分郡南庄内村（現・由布市） （大分川・阿蘇野川）           | 1918年1月      | 現・九電柿原発電所                                   |
| 大竜     | 水力 | 2,000                  | 大分郡東庄内村（現・由布市） （大分川・芹川）               | 1917年9月      | 現・九電大竜発電所                                   |
| 篠原     | 水力 | 2,000                  | 大分郡谷村（現・由布市） （大分川）                         | （1914年8月）  | 前所有者：大分水力電気 現・九電篠原発電所            |
| 今畑     | 水力 | 2,200                  | 大分郡野津原村（現・大分市） （大分川水系芹川）             | 1924年8月      | 1963年12月廃止                                       |
| 湯原第二 | 水力 | 40                     | 直入郡長湯村（現・竹田市） （大分川水系芥川）               | （1924年6月）  | 前所有者：久住湯原電業 1955年5月廃止                 |
| 今村     | 水力 | 25                     | 直入郡久住町（現・竹田市） （大野川水系久住川）             | （1921年1月）  | 前所有者：久住湯原電業 1951年9月廃止                 |
| 笹川     | 水力 | 81                     | 直入郡城原村（現・竹田市） （大野川水系久住川）             | （1926年）     | 前所有者：久住湯原電業 現・九電笹川発電所            |
| 軸丸     | 水力 | 6,600                  | 大野郡緒方村（現・豊後大野市） （大野川）                   | 1920年5月      | 現・九電軸丸発電所                                   |
| *沈堕    | 水力 | 1,500                  | 大野郡大野町（現・豊後大野市） （大野川）                   | （1910年）     | 前所有者：豊後電気鉄道 1923年以降に廃止              |
| 新沈堕   | 水力 | 6,000 →7,200           | 大野郡大野町（現・豊後大野市） （大野川・平井川）           | 1923年9月      | 1935年出力変更 現・九電沈堕発電所                    |
| 左右知   | 水力 | 20                     | 大野郡長谷川村（現・豊後大野市） （大野川水系奥岳川）       | （1924年5月）  | 前所有者：合川水電 1955年5月廃止                     |
| 須崎     | 水力 | 688                    | 宇佐郡津房村（現・宇佐市） （駅館川水系津房川）             | 1931年3月      | 現・九電須崎発電所                                   |
| 丸田     | 水力 | 950                    | 速見郡南端村（現・宇佐市） （駅館川水系津房川）             | 1931年3月      | 現・九電丸田発電所                                   |
| 飯田     | 水力 | 280                    | 宇佐郡安心院町（現・宇佐市） （駅館川水系津房川・深見川）   | （1922年9月）  | 前所有者：成清鉱業 現・九電飯田発電所                |
| 広瀬     | 水力 | 320                    | 宇佐郡両川村（現・宇佐市） （駅館川水系津房川）             | （1922年11月） | 前所有者：成清鉱業 現・九電広瀬発電所                |
| 床木川   | 水力 | 49                     | 南海部郡明治村（現・佐伯市） （番匠川水系床木川）           | （1920年11月） | 前所有者：南豊電気 1946年4月廃止                     |
| 因尾川   | 水力 | 175                    | 南海部郡因尾村（現・佐伯市） （番匠川水系因尾川）           | （1922年9月）  | 前所有者：南豊電気 1947年7月廃止                     |
| 丸市尾   | 水力 | 39                     | 南海部郡名護屋村（現・佐伯市） （番匠川水系丸市尾川）       | （1924年6月）  | 前所有者：蒲江水力電気 1955年5月廃止                 |

豊後電気鉄道・大分水力電気から継承した小火力発電所（いずれも九州水力電気により廃止）は省略した。
上記発電所のうち廃止されたものを除き、九州水力電気から日本発送電（女子畑・三芳発電所のみ）または九州配電（残りすべて）へ継承された。いずれも1951年（昭和26年）以降は九州電力（九電）に帰属している。

#### 熊本県
| 発電所名 | 種別 | 出力 (kW) | 所在地・河川名                            | 運転開始       | 備考                                        |
| -------- | ---- | --------- | ----------------------------------------- | -------------- | ------------------------------------------- |
| 小国     | 水力 | 6,000     | 阿蘇郡小国町 （筑後川水系杖立川・北里川） | （1927年3月）  | 前所有者：杖立川水力電気 現・九電小国発電所 |
| 杖立     | 水力 | 3,200     | 阿蘇郡小国町 （筑後川水系杖立川）         | （1928年3月）  | 前所有者：杖立川水力電気 現・九電杖立発電所 |
| 黒淵     | 水力 | 7,000     | 阿蘇郡小国町 （筑後川水系杖立川・津江川） | （1929年12月） | 前所有者：杖立川水力電気 1968年3月廃止      |

上記の3発電所はすべて九州水力電気から日本発送電へ継承され、1951年以降は九州電力に帰属している。

#### 福岡県
| 発電所名 | 種別 | 出力 (kW)  | 所在地・河川名                                    | 運転開始       | 備考                                                     |
| -------- | ---- | ---------- | ------------------------------------------------- | -------------- | -------------------------------------------------------- |
| 南畑     | 水力 | 750        | 筑紫郡南畑村（現・那珂川市） （那珂川）           | （1911年9月）  | 前所有者：博多電気軌道 現・九電南畑発電所                |
| 橋詰     | 水力 | 148        | 浮羽郡姫治村（現・うきは市） （筑後川水系柳野川） | （1921年3月）  | 前所有者：筑後電気 現・九電橋詰発電所                    |
| 栗木野   | 水力 | 64         | 浮羽郡姫治村（現・うきは市） （筑後川水系柳野川） | （1919年8月）  | 前所有者：筑後電気 現・九電栗木野発電所                  |
| 小塩     | 水力 | 378        | 浮羽郡姫治村（現・うきは市） （筑後川水系柳野川） | （1914年10月） | 前所有者：筑後電気 現・九電小塩発電所                    |
| 洗玉     | 水力 | 200 →60    | 八女郡北川内村（現・八女市） （矢部川水系星野川） | （1911年1月）  | 前所有者：筑後水力電気 1928年出力変更 現・九電洗玉発電所 |
| 産家     | 水力 | 14         | 築上郡岩屋村（現・豊前市） （岩岳川水系枝川内川） | （1923年6月）  | 前所有者：岩岳水電 1950年10月廃止                        |
| 宇ノ島   | 汽力 | 10,000     | 築上郡八屋町（現・豊前市）                        | 1926年1月      | 1955年5月廃止                                            |
| 鯰田     | 汽力 | 10,000     | 飯塚市大字鯰田                                    | 1923年1月      | 1956年10月廃止                                           |
| *後藤寺  | 汽力 | 160        | 田川郡後藤寺町（現・田川市）                      | （1901年6月）  | 前所有者：後藤寺電灯 1923年以降に廃止                    |
| *直方    | 汽力 | 305        | 鞍手郡直方町（現・直方市）                        | （1908年）     | 前所有者：直方電気 1923年以降に廃止                      |
| *新入    | 汽力 | 900        | 鞍手郡新入村（現・直方市）                        | 1919年頃       | 1923年以降に廃止                                         |
| *羽犬塚  | 汽力 | 500 →1,000 | 八女郡羽犬塚町（現・筑後市）                      | （1921年4月）  | 前所有者：筑後水力電気 1923年出力変更 1937年9月廃止      |

上記の発電所は廃止されたものを除いて九州水力電気から九州配電へ継承され、1951年以降は九州電力に帰属している。

#### 宮崎県
宮崎県には合併で引き継いだ発電所以外は存在しない。
延岡電気から引き継いだ発電所（5か所）は延岡電気#発電所一覧を参照
神都電気興業から引き継いだ発電所（6か所）は日向水力電気#発電所一覧を参照

### 電源周波数について
北九州で先行して開業した九州電気軌道が小倉市に大門火力発電所を建設した際、電力の周波数は50ヘルツ（三相交流）が採用された。50ヘルツが選択された理由は明らかでないが、続いて九州水力電気が女子畑発電所を建設する際、当時九州では60ヘルツを採用する事業者が多かった（九州電灯鉄道や熊本の熊本電気など）にもかかわらず、北九州へ送電するという理由で九州電気軌道と同じ50ヘルツを選択した。当時の取締役大田黒重五郎によると、50ヘルツ採用は技術顧問の岸敬二郎の提言であるという。九州電気軌道・九州水力電気の両社が採用したことで北九州・筑豊地方には50ヘルツの電力圏が形成された。さらに九州水力電気が大分県での事業統合を進めたことから大分方面でも60ヘルツから50ヘルツへの転換が進行し、1929年（昭和4年）1月に50ヘルツ統一が完了した。ただし九州水力電気の全発電所が50ヘルツを採用したわけではなく、石井・南畑・洗玉の3発電所や筑後電気の発電所が60ヘルツ運転であったほか、女子畑・湯山・三芳・小国・杖立・黒淵の6発電所が50・60ヘルツ双方に対応していた。
こうして形成された50ヘルツ電力圏はその後長く残存し、電力運用面での障害となった。そのため周波数統一への機運が高まり、太平洋戦争終戦後の1947年（昭和22年）に北九州地区の周波数転換が部分的に施工され、次いで1949年（昭和24年）からは九州全体を対象に大規模な転換工事（第1期周波数統一工事）が始まった。九州水力電気に関連するところでは、駅館川・大分川・大野川各水系の発電所が1951年（昭和26年）に60ヘルツ運転へ転換された。
1951年の九州電力発足後には「第2期周波数統一工事」が始まり、1960年（昭和35年）をもって九州の自家用設備を除く周波数統一が完了した。この間、大分川水系の発電所（残部）と女子畑発電所をはじめとする筑後川水系の発電所が工事対象となり、1954年（昭和29年）から1960年にかけて順次60ヘルツ運転へ転換された。なお鯰田・宇ノ島両火力発電所は需要家側の転換進捗にあわせて60ヘルツ化されることなく廃止されている。

## 電力国家管理と会社解散
以下、沿革のうち日本発送電への設備出資と九州配電への統合過程について詳述する。

### 日本発送電への設備出資（第1次）
1930年代後半、革新官僚によって電力国家管理の方針が具体化され、1936年（昭和11年）3月に発足した廣田内閣の逓信大臣頼母木桂吉がこれを推進、翌1937年（昭和12年）1月に電力国家管理法案の国会提出に至った。法案の内容は、電力を政府が管理し、そのうち発電・送電事業を国営として新設の国策会社に全国の主要設備を出資させる（配電事業は現状維持）というものであった。直後の廣田内閣総辞職で法案が成立することはなかったが、第1次近衛内閣の逓信大臣永井柳太郎によって再び推し進められ、主要火力発電設備・送電設備を新設の日本発送電へと出資させた上で同社に新規の水力発電開発を担当させ、同社が政府管理の下で電力売買を行う、という頼母木案より若干後退した内容で法案の準備が進んだ。そして1938年（昭和13年）3月、「電力管理法」・「日本発送電株式会社法」ほか2法が成立、同年4月5日付で公布された。
電力管理法公布を受けて1938年6月、日本発送電へと出資すべき設備の範囲が以下のように決定された。
- 発電設備 ： 出力が1万kWを超過する火力発電設備
- 送電設備 ： 最大電圧100kV以上の送電線と、5kV以上100kV未満の送電線のうち電力輸送に必要なもの
- 送電設備 ： 最大電圧100kV以上の送電線に接続する変電設備と、5kV以上100kV未満の送電線に接続する受電用の昇圧変電所および給電用の降圧変電所
- その他電力管理の都合上必要に応じて逓信大臣が指定した設備

同年8月、日本発送電の設立時に同社へと出資すべき設備が公告され、九州水力電気については西部共同火力発電戸畑発電所と自社中原変電所を結ぶ11kV送電線、同変電所と自社西谷開閉所を結ぶ66kV送電線、それに中原変電所（福岡県戸畑市）を出資することとなった。加えて同年11月には女子畑発電所と上ノ釣開閉所を結ぶ66kV送電線の出資も追加指定されている。
1939年（昭和14年）4月1日付で各事業者からの設備出資が実行に移され、日本発送電株式会社が設立された。九州水力電気の出資財産評価額は138万3410円50銭で、出資の対価として交付された日本発送電株式は2万7668株（払込総額138万3400円、出資対象33事業者中28番目）であった。

### 日本発送電への設備出資（第2次）
日中戦争が長期化し経済統制が各所で強まる中、1940年（昭和15年）7月に発足した第2次近衛内閣の逓信大臣村田省蔵は電力国家管理の強化を推進し、先の永井案（第1次電力国家管理）が不徹底であったとして第2次電力国家管理の方針を打ち出した。この第2次国家管理では第1次で日本発送電への出資対象から外れていた既存水力発電設備も出資対象とされた上に、配電統制にも踏み込み、配電事業も地域別の国策会社に統合するものとされた。政府はまず1941年（昭和16年）4月に電力管理法施行令を改正し、全国の電気事業者に対して日本発送電への設備出資命令を発した。この際、出資期日は1941年10月1日付と1942年（昭和17年）4月1日付の2つが設定された。
九州水力電気については1941年10月分の出資対象（計27事業者）には入らなかったが、1942年4月分の出資対象（計26事業者）には含まれ、1941年8月に出資対象設備が公告された。対象設備は水力発電所5か所（女子畑・三芳・小国・杖立・黒淵各発電所）と出資発電所関連の送電線5路線（発電所間や女子畑中央開閉所との間を連絡）で、出資設備評価額は1642万8835円50銭、出資対価の交付株数は32万8576株（払込総額1642万8800円、出資対象26事業者中10番目）であった。

### 九州配電への統合
第2次電力国家管理のうち配電統制については、地区ごとに主要配電事業者に対して配電会社を新設させ（第1次統合）、その配電会社に地区内の残余事業者を統合させる（第2次統合）、という方針が打ち出され、1941年8月に配電統制令の公布に至った。これを元に同年9月6日、全国の配電事業者に対して一斉に配電会社設立命令が下された。
九州では九州7県と沖縄県を配電区域とする「九州配電株式会社」を1942年4月1日付で設立するものとされ、東邦電力・九州電気（旧熊本電気）・日本水電（鹿児島県）と九州水力電気の4社に設立命令が下った。受命事業者4社のうち東邦電力・日本水電は「電気供給事業設備を出資すべき者」に指定された一方、九州水力電気と九州電気は「配電株式会社となるべき株式会社」に指定された。
受命後の1941年12月5日、九州水力電気は子会社の九州保全株式会社を合併した。九州保全は1930年（昭和5年）8月、関係会社の株式を所有・管理するための証券保有会社として資本金200万円で設立したもので、合併時の資本金は1000万円、九州水力電気の全額出資であった。合併に際し、合併に伴う増加資本金1000万円を償却し、あわせて九州保全所有の自社株97万7954株も償却して4889万7700円を減資し、資本金を1億5000万円から1億110万2300円へと圧縮している。
1942年4月1日、日本発送電への一部設備出資とともに配電統制が実行に移され、九州配電が発足、それと引き換えに九州水力電気は消滅した。九州水力電気に対する九州配電株式の割り当ては額面50円払込済み株式213万6457株（払込総額1億682万2850円）で、株主には額面50円払込済み株式の場合1株につき1.2株の割合で九州配電株式が交付された。また社長の木村平右衛門は九州配電社長に就任し、真貝貫一ら役員6名が同社理事（取締役に相当）へ転じている。

## 兼営事業と関係会社
以下、電気供給事業以外に経営した鉄道事業、電気化学事業、植林事業と傘下の関係会社について詳述する。これら兼営事業のうち最後まで直営で続けられたのは植林事業のみで、他は最終的に関係会社として独立している。なお傘下に収めたのち統合した電力会社各社についてはここでは扱わない。

### 鉄道事業（福岡県）
九州水力電気は1912年（大正元年）11月に博多電気軌道（初代）を合併したことで2つの軌道線を引き継いだ。一つは博多駅前を起終点として福岡市街の周囲を囲む循環線および循環線と吉塚駅を連絡する支線からなる路面電車線の「福岡電鉄線」（福岡市内線）、もう一つは市外に旧北筑軌道が建設した非電化・蒸気機関車牽引の「北筑軌道線」である。なお福岡電鉄線の循環線は合併時点では全体の4分の3が開業していただけであったが、合併後の1914年（大正3年）4月に全通している。両線とも旅客営業に加えて貨物営業も行っていた。
福岡電鉄線の利用者は1913年度には年間約250万人であったがその後徐々に増加し、1920年代には年間1000万人を超える水準となった。一方北筑軌道線は年間100万人超を輸送しており、沿線の市街地化を受けて1922年（大正11年）7月より一部区間、今川橋（早良郡西新町新地）から姪浜停留場（同郡姪浜町）に至る4.0キロメートルでの電車運転を始めた（「北筑電鉄線」）。姪浜から加布里（現・糸島市）までの区間（16.90キロメートル）は非電化で残るが、北九州鉄道が高規格の並行路線（現・JR筑肥線）を建設したことから、1928年（昭和3年）5月に営業休止の上で北九州鉄道へと売却している。
北筑電鉄線は福岡電鉄線から孤立した路線で、起点の今川橋停留場が樋井川を挟んで東邦電力の軌道線（旧福博電気軌道線）と一応接続しているという状態であったことから、部分電化と同時に福岡電鉄線と北筑電鉄線を直結する「城南線」の新設を計画した。城南線は福岡電鉄線渡辺通一丁目停留場と北筑電鉄線西新町停留場を結ぶ5.0キロメートルの路線として1927年（昭和2年）3月に開業する。この新線建設により北筑線の利用は増加し、利用者数は3路線合計で年間2000万人に達した。
兼業整理の方針に従って1929年（昭和4年）5月5日に新会社の博多電気軌道（2代目）を設立、同年7月1日付で上記3路線（計17.18キロメートル）を同社へと譲渡した。同社は資本金200万円（払込50万円）で、九州水力電気とその経営陣が全株式を所有した。鉄道事業以外にも、1932年（昭和7年）には小規模ながらバス事業も開業している。しかし博多電気軌道が存在した期間は5年のみで、1934年（昭和9年）11月1日、東邦電力の軌道事業との統合のための新会社福博電車へと事業を譲渡した。福博電車会社はその後1942年（昭和17年）9月1日付で九州電気軌道へと合併され、西日本鉄道（西鉄）となる。以後路線は西鉄の「福岡市内線」となったが、1979年（昭和54年）に全線廃止となり現存しない。

### 鉄道事業（大分県）
博多電気軌道に続いて1916年（大正5年）3月に合併した豊後電気鉄道より引き継いだ軌道線は、福岡の路線と区別するために「大分電鉄線」と呼ばれた。同線は大分県別府市と大分市を結ぶ電気鉄道で、九州水力電気時代に大分駅前乗り入れ（1919年）、大分市内の別線建設（1922年）、終点別府停留場の別府港桟橋前への移設（同）が実施されている。路線長は13.42キロメートル。
1926年12月に事業の分社化が決定され、1927年（昭和2年）6月24日、受け皿となる新会社別府大分電鉄が発足、同年6月30日付で事業譲渡を完了した。新会社の資本金は200万円とされたが、博多電気軌道の場合と異なり九州水力電気の出資比率は50パーセントに限られた。別府大分電鉄の設立準備や創立総会は阪神急行電鉄社内で行われており、経営陣もまた同社関係者が就いた。分社後、別府の北に位置する亀川町への延伸が実施され、1930年（昭和5年）2月に亀川延長線の全通をみた。またバス事業にも乗り出し、1927年11月に電車並行バスを買収して開業し、順次路線網を拡大していった。
1940年（昭和15年）になって、九州水力電気の傘下から離脱した九州電気軌道が別府大分電鉄の株式を九州水力電気より買収した。その後同社は大分県北部エリアにおける戦時統合の中核となり、1945年（昭和20年）4月、鉄道・バス会社6社を合併して大分交通となった。軌道線は大分交通「別大線」となったが、1972年（昭和47年）に廃止されており現存しない。

### 電気化学事業
1920年（大正9年）春に発生した戦後恐慌の影響で電気の需要が停滞したが、一方で稼働間近な発電所があって余剰電力が発生すると予想されたことから、九州水力電気では余剰電力を活用した化学工業への進出を決定。1921年（大正10年）12月1日、電力供給先であった日本窒素肥料日出工場（大分県速見郡川崎村＝現・日出町、1915年6月開設）を買収してカーバイド（炭化カルシウム）の製造を始めた。さらに翌1922年（大正11年）4月27日に日本電化工業を合併し、同社が神奈川県の山北に置いていた工場設備一切を日出工場へと移設して11月より塩酸カリ（塩化カリウム）の製造も開始した。しかしカーバイド・塩酸カリともに市況が振るわない分野で、事業の収益は総収入の数パーセントを占めるのみで鉄道事業収入にも及ばず、なおかつ利益率も低迷した。
直営以外では、1923年（大正12年）12月1日に大分電気工業（資本金100万円）という化学メーカーの株式を買収し傘下に傘下に収めた。同社は1919年（大正8年）4月に、大分県大分郡阿南村（現・由布市）にあった渡辺与三郎の塩酸カリ工場を買収しカーバイドや酸素・水素ガスを製造する目的で設立。買収後の1926年（大正15年）12月1日に社名を九州電気工業株式会社に改めた。九州水力電気では兼業整理の方針に従ってこの九州電気工業へ化学事業を集約することとなり、1927年4月1日より日出工場の経営を同社に委託した。また系列の筑後電気も1926年12月より福岡県小倉市にあった酸素工場の経営を同様に委託している。
九州電気工業では自社製カーバイドを原料とする酢酸製造を計画し、日出工場にて1931年（昭和6年）5月、月産30トンの酢酸製造設備を新設した。しかし2年後の1933年（昭和8年）7月には操業を休止してしまう。その後酢酸製造への進出を狙う電気化学工業（現・デンカ）がこの設備に着目し、1940年（昭和15年）6月にその買収を決定した。そのため酢酸製造設備は1942年（昭和17年）に解体され、9月までに資材を含めすべて電気化学工業青海工場（新潟県）へと運ばれた。
九州電気工業は戦後もアセチレン製販会社として存続するが、1974年（昭和49年）5月に高圧ガス工業へ合併された。

### 植林事業
1919年、九州水力電気は水力発電所のある河川の流域における、水源涵養のための植林活動ならびに電柱用材生産のため山林経営を企画。玖珠川や大分川上流の原野地帯を買収し、1921年より植林に着手した。その後造林面積を逐次拡大し、1942年の九州配電成立当時の土地面積は植林地2万5000ヘクタール余りを含む4万5890ヘクタールとなっていた。
戦時中は撫育・植樹が一旦停止されたが戦後に再開。1949年（昭和24年）になって、植林から25年以上がたち営林や間伐材・広葉樹などの利用事業も複雑多岐となったため林産部門を九州配電から切り離すこととなり、3月30日付で九州林産株式会社が設立された。同社は九州電力が発足すると同社の子会社となっている。

## 年表
- 1910年（明治43年）
  - 6月24日 - 発起人に対し逓信省より電気事業経営許可。
- 1911年（明治44年）
  - 4月5日 - 九州水力電気株式会社設立。
- 1912年（明治45年／大正元年）
  - 11月4日 - 博多電気軌道（初代）を合併。
- 1913年（大正2年）
  - 11月30日 - 九州電灯鉄道（後の東邦電力）と合併に関する申合書を交換。ただし合併成立せず。
  - 12月 - 女子畑発電所竣工。
- 1914年（大正3年）
  - 2月6日 - 八幡製鉄所への電力供給開始。
- 1915年（大正4年）
  - 5月31日 - 日田水電・若松電気・直方電気・後藤寺電灯より事業一切を譲り受ける。
- 1916年（大正5年）
  - 3月28日 - 豊後電気鉄道・大分水力電気を合併。
- 1919年（大正8年）
  - 3月 - 1913年に協定した福岡市内地下線区域内における電灯営業権の譲渡を求めて九州電灯鉄道を提訴。
  - 8月4日 - 行橋電灯を合併。
- 1921年（大正10年）
  - 9月16日 - 博多土地建物を合併。
  - 12月1日 - 日本窒素肥料より大分県のカーバイド工場（日出工場）を買収。
- 1922年（大正11年）
  - 4月27日 - 日本電化工業を合併。
  - 8月17日 - 筑後水力電気を合併。
- 1923年（大正12年）
  - 1月 - 鯰田火力発電所運転開始。
  - 8月31日 - 九州電気酸素（後の筑後電気）の株式を買収。
  - 12月1日 - 大分電気工業（後の九州電気工業）の株式を買収。
  - 12月12日 - 子会社杖立川水力電気を設立。
- 1924年（大正13年）
  - 6月 - 逓信省の裁定により、地下線区域内にある東邦電力の電灯営業権を譲り受けた上で同社へ経営を委託。
- 1925年（大正14年）
  - 5月9日 - 九州送電設立。
- 1926年（大正15年）
  - 1月 - 宇ノ島火力発電所運転開始。
- 1927年（昭和2年）
  - 4月1日 - 日出工場の経営を九州電気工業へ委託。
  - 6月30日 - 大分電鉄線を別府大分電鉄（現・大分交通）へ譲渡。
  - 7月16日 - 日向水力電気を合併。
- 1928年（昭和3年）
  - 5月31日 - 北筑線の非電化区間を北九州鉄道へ譲渡。
- 1929年（昭和4年）
  - 5月1日 - 九州送電からの受電を開始。
  - 7月1日 - 福岡電鉄線・北筑電鉄線を博多電気軌道（2代目）へ譲渡。
- 1930年（昭和5年）
  - 4月 - 延岡電気の株式を買収し傘下に収める。
  - 4月 - 嘉穂電灯を改組して子会社昭和電灯を設立。
  - 8月 - 九州電気軌道（現・西日本鉄道）の株式を買収し傘下に収める。
  - 10月 - 九州電気軌道不正手形事件発覚。
- 1931年（昭和6年）
  - 1月10日 - 宮崎営業所を分離し神都電気興業を設立。
  - 6月 - 本社を東京から福岡市へ移転。
- 1932年（昭和7年）
  - 6月1日 - 杖立川水力電気の事業を買収。
- 1934年（昭和9年）
  - 12月31日 - 福岡市内の地下線区域内電灯供給事業と地下線による電力供給事業を東邦電力へ譲渡。地下線区域をめぐる紛争解決。
- 1936年（昭和11年）
  - 5月18日 - 戸畑発電所建設のため西部共同火力発電を設立。
- 1937年（昭和12年）
  - 12月16日 - 西部共同火力発電からの受電を開始。
- 1938年（昭和13年）
  - 2月10日 - 大正鉱業より電気供給事業を譲り受ける。
- 1939年（昭和14年）
  - 4月1日 - 一部設備を日本発送電へ出資。
- 1940年（昭和15年）
  - 1月31日 - 九州電気軌道より電気供給事業を譲り受ける。
  - 4月1日 - 神都電気興業・延岡電気・筑後電気・昭和電灯・南豊電気を合併。
  - 4月15日 - 小国水力電気・久住湯原電業・合川水電・野津原電気・富士緒電灯所・朝来水力電気・岩岳水電・日豊水電より事業を譲り受ける。
- 1941年（昭和16年）
  - 4月30日 - 蒲江水力電気・森水力電気より事業を譲り受ける。
  - 12月5日 - 子会社九州保全を合併。
- 1942年（昭和17年）
  - 4月1日 - 一部設備を日本発送電へ出資。配電統制令により九州配電株式会社へ統合され、九州水力電気消滅。

## 本社・支部・営業所等所在地

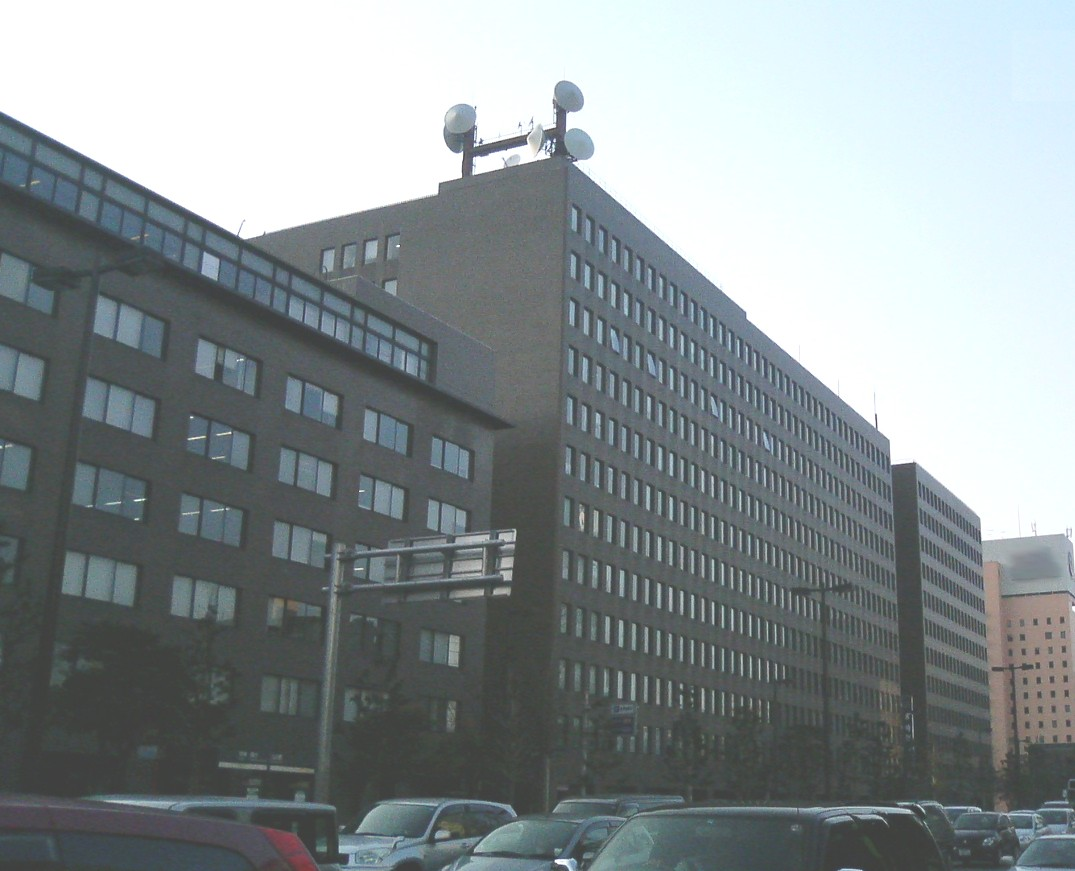
九州水力電気福岡本社跡に建つ九州電力本店（電気ビル）

傘下企業を統合する直前、1939年（昭和14年）時点の本社・支部・営業所・出張所の所在地は以下の通り。
- 本社 ： 福岡県福岡市大字庄35番地（現・中央区渡辺通2丁目1番）
- 大分支部 ： 大分県大分市南新町2715番地
- 大分営業所 ： 大分県大分市南新町
- 別府営業所 ： 大分県別府市海岸通
- 中津営業所 ： 大分県中津市中殿町
- 佐伯営業所 ： 大分県南海部郡佐伯町（現・佐伯市）
- 日田営業所 ： 大分県日田郡日田町（現・日田市）
- 戸畑営業所 ： 福岡県戸畑市新池町6丁目（現・北九州市戸畑区）
- 若松営業所 ： 福岡県若松市中川通4丁目（現・北九州市若松区）
- 直方営業所 ： 福岡県直方市殿町
- 後藤寺営業所 ： 福岡県田川郡後藤寺町（現・田川市）
- 甘木営業所 ： 福岡県朝倉郡甘木町（現・朝倉市）
- 羽犬塚営業所 ： 福岡県八女郡羽犬塚町（現・筑後市）
- 東京出張所 ： 東京市麹町区丸ノ内3丁目2番地・三菱東7号館（現・東京都千代田区丸の内3丁目）

その後傘下企業統合後の1941年（昭和16年）時点では、本社・出張所はそのままだが支部が以下の4か所となっている。
- 福岡支部 ： 本社に同じ
- 小倉支部 ： 福岡県小倉市京町358番地2（現・北九州市小倉北区）
- 大分支部 ： 大分県大分市南新町2715番地
- 宮崎支部 ： 宮崎県宮崎市上野町1丁目79番地

本社については長く東京市にあり、設立時より1923年までは日本橋区小網町（設立時は4丁目4番地、1913年11月の移転後は3丁目7番地に所在。現・中央区日本橋小網町）、1923年3月の移転後は麹町区永楽町1丁目1番地（現・千代田区丸の内1丁目）、翌年4月の移転後は同区有楽町1丁目1番地（1929年より丸ノ内3丁目2番地）に置いていた。一方で福岡市には出張所を構えていたが、1931年（昭和6年）6月に本社と出張所が入れ替えられ、以後福岡市大字庄35番地が本社所在地となった。
福岡の本社社屋は九州配電へ引き継がれた後、1945年（昭和20年）11月に天神橋口の松屋ビルから移転してきた同社本店が入るが、1949年（昭和24年）6月のデラ台風に伴う火災で全焼した。その後建て替えによる新本店ビルが九州電力発足後の1951年（昭和26年）12月に竣工している。

## 役員一覧
九州水力電気の歴代会長・社長・副社長・専務取締役は以下の通り。
会長
1. 松本健次郎 ： 1938年5月21日就任、1942年3月31日退任

社長
1. 浜口吉右衛門 ： 1911年4月5日就任、1913年12月11日死去
2. 日比谷平左衛門 ： 1913年12月24日就任、1921年1月9日死去
3. 久野昌一 ： 1921年3月12日就任、1924年10月7日退任
4. 森村開作 ： 1924年10月7日就任、1928年10月25日退任
5. 麻生太吉 ： 1928年10月25日就任、1933年12月8日死去
6. 大田黒重五郎 ： 1934年1月9日就任、1936年7月3日退任
7. 松本健次郎 ： 1936年7月20日就任、1938年5月21日会長昇格
8. 木村平右衛門 ： 1938年5月21日就任、1942年3月31日退任

副社長
1. 棚橋琢之助 ： 1929年7月20日就任、1931年9月14日退任
2. 木村平右衛門 ： 1936年7月20日就任、1938年5月21日社長昇格
3. 八塚秀二郎 ： 1938年12月就任、1940年12月19日退任
4. 真貝貫一 ： 1940年12月19日就任、1942年3月31日退任

専務取締役
1. 棚橋琢之助 ： 1911年4月5日就任、1929年7月20日副社長昇格
2. 木村平右衛門 ： 1930年10月8日就任、1936年7月20日副社長昇格
3. 八塚秀二郎 ： 1936年12月就任、1938年12月副社長昇格
4. 真貝貫一 ： 1938年12月就任、1940年12月19日副社長昇格
5. 池田常二 ： 1940年12月19日就任、1942年3月31日退任

会社消滅時の役員のうち、社長の木村平右衛門は九州配電初代社長、副社長の真貝貫一は同社2代目社長（1944 - 1946年）となっている。